# Liste von Merksprüchen
Merksprüche – auch: Eselsbrücken – dienen dem leichteren Merken von Fakten, Daten und Zusammenhängen durch einprägsame Sprüche. Die Merksprüche sollten folgenden Kriterien entsprechen:
- Ein Merkspruch hat einen Inhalt, der damit gemerkt werden kann.
- gebräuchlich, einprägsam: Versmaß, Reim, Rhythmik, Witz, mit Bezug zum Thema. Beispiel: Drei drei drei – bei Issos Keilerei.
- Weniger passend sind Anfangsbuchstaben-Merksprüche, welche die Anfangsbuchstaben der Lernworte in einen sinnfreien Satz verbinden. Von dieser Sorte bitte nur bekannte, belegte Sprüche. Beispiel: Geh du alter Esel hol’ Fische.
- keine Doppelungen: zu einem Thema genügt meist ein Merkspruch. Weitere bitte, wenn sie sehr gebräuchlich und gut belegt sind.
- keine Varianten vom gleichen Merkspruch.
- Merksprüche sollten einigermaßen kurz und prägnant sein, keine langatmigen Erzählungen.
- keine Sachartikel: Merksprüche, bei denen das Thema erst noch lang erklärt werden muss, sind keine Merksprüche, sondern Sachartikel und gehören nicht in die Liste.
- kein politischer Hintergrund: Es ist nicht Zweck der Liste, umstrittene politische Anschauungen zu propagieren.
- keine proprietären Merksprüche: Viele Seminar-Veranstalter bieten als Lernhilfen Merksprüche zu ihren Seminaren, diese gehören nicht in die Liste.
- keine Merksprüche für Akronyme und Abkürzungen.
- keine medizinischen Handlungs- oder Diagnoseanweisungen; Sprüche für biologische Fakten passen in die Liste
- fremdsprachige Merksprüche: wenn es bei „Merkbedürfnis“ keinen passenden deutschen Spruch gibt, dann sind gängige fremdsprachige Merksprüche angebracht, z. B. im Fremdsprachen- oder Informatikbereich.

## Sprachen

### Altgriechisch
| Thema       | Fakten | Merkspruch |
| ----------- | --- | --- |
| Konjugation | Fünf Verben bilden den Imperativ Aorist unregelmäßig mit Endbetonung: λαβέ – εὑρέ – ἐλθέ – ἰδέ – εἰπέ (labé – heuré – elthé – idé – eipé).                                                                                          | Labet eure Eltern in der Kneipe.                                                                                            |
| Konjugation | Die drei regelmäßigen Endungen des Imperativ Aorist (Aktiv, Medium, Passiv) lauten -σον, -σαι und -θητι (-son, -sai, -thēti). | Sohn, sei tätig! |
| Präposition | Die Präposition διά kann sowohl mit Genitiv als auch mit Akkusativ stehen. Anders als im Deutschen regiert jedoch das griechische „durch“ den Genitiv, nicht den Akkusativ, und umgekehrt „wegen“ den Akkusativ, nicht den Genitiv. | Ich bitte doch recht sehr, sich stets zu überlegen: διά τινος ist „durch“, διά τί aber „wegen“.                             |
| Präposition | Die Präposition διά kann sowohl mit Genitiv als auch mit Akkusativ stehen. Anders als im Deutschen regiert jedoch das griechische „durch“ den Genitiv, nicht den Akkusativ, und umgekehrt „wegen“ den Akkusativ, nicht den Genitiv. | Geh nie tief (Genitiv) „durch“s Tal „wegen“ der Akustik (Akkusativ).                                                        |
| Substantiva | Im Attischen enden Feminina der a-Deklination nach Epsilon, Iota und Rho auf Alpha, nicht wie gewöhnlich auf Eta. | „Eier-Regel“: nach E (Epsilon), I (Iota), R (Rho) folgt Alpha, nicht Eta.                                                   |
| Substantiva | Im Attischen enden Feminina der a-Deklination nach Epsilon, Iota und Rho auf Alpha, nicht wie gewöhnlich auf Eta. | Arie-Regel: Alpha folgt auf r, i und e.                                                                                     |
| Grammatik   | Ein altgriechisches Wort endet entweder auf einen Vokal, Zwiekonsonanten (Zeta, Xi, Psi) oder auf Ny, Rho oder Sigma. | „Nereus-Regel“: alle Wörter enden auf Vokal, Zwiekonsonanten oder auf N, R, S.                                              |
| Deklination | Die Endungen vieler Maskulina lauten: -ος (Gen. Sg.), -ι (Dat. Sg.), -α (Akk. Sg.), -ες (Nom. Pl.), -ων (Gen. Pl.), -σιν (Dat. Pl.), -ας (Akk. Pl.). Die Nominative sind immer unterschiedlich.                                     | -ος, -ι, -α, das ist doch klar, das sind die Endungen im Singular, -ες, -ων, -σιν, das hat Sinn. Jetzt noch -ας, das war’s. |

Siehe auch Merkspruch zu den griechischen Musen.

### Althebräisch
| Thema       | Fakten | Merkspruch                                                                  |
| ----------- | --- | --------------------------------------------------------------------------- |
| Konjugation | Sechs Verba I Aleph weisen Besonderheiten zu den Verba I laryngalis auf: אכל („essen“), אבה („wollen“), אבד („zugrunde gehen“), אמר („sagen“), אפה („backen“), אחז („ergreifen“). | Wer nicht essen will, geht zugrunde, sagte der Bäcker und ergriff das Brot. |

### Dänisch
| Thema                               | Fakten                                                | Merkspruch                  |
| ----------------------------------- | ----------------------------------------------------- | --------------------------- |
| Personalpronomen 3. Person Singular | hun bedeutet „sie“ (fem.), han bedeutet „er“ (mask.). | Huhn ist hun, Hahn ist han. |

### Deutsch
| Thema                                                             | Fakten | Merkspruch |
| ----------------------------------------------------------------- | --- | --- |
| Schreibweise von „nämlich“                                        | „nämlich“ schreibt man vor dem „m“ ohne „h“ | Wer „nämlich“ mit „h“ schreibt, ist dämlich. |
| Präpositionen, die den Genitiv fordern                            | Auf die Präpositionen oberhalb, unterhalb, innerhalb, außerhalb, trotz, unweit, während, wegen, statt folgt immer der Genitiv | Oberhalb und unterhalb, innerhalb und außerhalb, trotz, unweit, während, wegen, statt den 2. Fall stets bei sich hat.                                                                   |
| Präpositionen, die den Dativ fordern                              | Auf die Präpositionen mit, nach, von, seit, aus, zu und bei folgt immer der Dativ | Mit, nach, von, seit, aus, zu, bei verlangen stets Fall Nummer drei. |
| Präpositionen, die den Akkusativ fordern                          | Auf die Präpositionen durch, für, ohne, um und gegen folgt immer der Akkusativ | Durch, für, ohne, um, gegen nach dem vierten Falle streben. |
| Präpositionen, die sowohl Dativ als auch Akkusativ fordern können | Auf die Präpositionen an, auf, hinter, neben, in, über, unter, vor und zwischen folgen Dativ bzw. Akkusativ je nach Fragestellung | An, auf, hinter, neben, in, über, unter, vor und zwischen schreib mit dem dritten Falle so, wenn du fragen kannst mit „Wo?“, mit dem vierten Falle hin, wenn du fragen kannst: „Wohin?“ |
| Prädikativa, die den Genitiv regieren                             | begierig, kundig, eingedenk, teilhaftig, mächtig, voll sowie würdig und alle Adjektive mit gegenteiliger Bedeutung (z. B. unbeschadet) regieren den Genitiv; im vorliegenden Fall: genitivus objectivus (daher auch: Objektsprädikativ), z. B.: „Ich bin der Wahrheit teilhaftig geworden, weswegen ich nun voll des Stolzes bin, und zwar unbeschadet deiner Kritik.“ Der Merkspruch funktioniert auch im Lateinischen, siehe unten. | Begierig, kundig, eingedenk, teilhaftig, mächtig, voll regieren stets den Genitiv, was man sich merken soll.                                                                            |
| Wörter mit „tz“ und „ck“                                          | Auf die Konsonanten l, m, n, r folgt nie tz oder ck. Ausgenommen sind Eigennamen wie Hertz, Bismarck, Frantz, Finck, Boltzmann oder Wilcke. | Nach „l“, „m“, „n“, „r“ merke ja: steht nie „tz“ und nie „ck“. Nur einer eine Ausnahm’ macht; hast Du an Bismarck schon gedacht?                                                        |
| Trennung von „st“                                                 | Zwischen „s“ und „t“ wurde normalerweise nicht getrennt. Seit der Rechtschreibreform von 1998 gilt diese Regel kaum mehr. In der deutschen Schrift bestand im Drucksatz die Verbindung aus „ſ“ (Lang-s) und „t“ stets aus einer Ligatur und wurde daher nie getrennt. | Trenne nie das „s“ vom „t“, denn es tut den beiden weh. |
| Trennung von „st“                                                 | Zwischen „s“ und „t“ wurde normalerweise nicht getrennt. Seit der Rechtschreibreform von 1998 gilt diese Regel kaum mehr. In der deutschen Schrift bestand im Drucksatz die Verbindung aus „ſ“ (Lang-s) und „t“ stets aus einer Ligatur und wurde daher nie getrennt. | „s“ und „t“ wird nie getrennt, auch wenn das ganze Schulhaus brennt. |
| Aussprache                                                        | Wenn nach einem Vokal ein doppelter Konsonant (Mitlaut) steht, wird dieser immer kurz gesprochen, z. B. Flüsse. | Doppelter Mitlaut im Ohr? Kurzer Selbstlaut davor! |
| Unterschied zwischen „das“ und „dass“                             | Das Pronomen schreibt man mit einem s, die Konjunktion mit Doppel-s (nach alter Rechtschreibung mit ß) | Das „s“ in „das“ muss einsam bleiben, kannst du auch „dieses“ oder „welches“ schreiben.                                                                                                 |
| Diminutiv (Verkleinerungsform, Verniedlichungsform)               | Diminutivbildung durch Suffix -chen oder -lein Die Diminutivbildung wird jedoch weiterhin großgeschrieben. | -chen und -lein machen alle Dinge klein. Doch hier sei nicht stehengeblieben, Wörter mit -chen und -lein werden großgeschrieben!                                                        |
| Ausdruck                                                          | Das Verb „brauchen“ soll im Infinitiv mit „zu“ stehen | Wer „brauchen“ ohne „zu“ gebraucht, braucht „brauchen“ gar nicht zu gebrauchen. |
| Reihenfolge der Kasus-Fälle                                       | Die Fälle sind 1. Nominativ, 2. Genitiv, 3. Dativ und 4. Akkusativ | Die Fälle sind rückwärts nach dem Alphabet geordnet. |
| Reihenfolge der Kasus-Fälle                                       | 1. Fall: Nominativ – „Wer-oder-was-Fall“ 2. Fall: Genitiv – „Wessen-Fall“ 3. Fall: Dativ – „Wem-Fall“ 4. Fall: Akkusativ – „Wen-oder-was-Fall“ | Normal werden Genitive wesentlich bevorzugt, da von irgendwem die Akkusative entwendet wurden.                                                                                          |
| Schreibung von „bisschen“ in „ein bisschen“                       | „Ein bisschen“ wird immer klein geschrieben (außer am Satzanfang, es geht hier aber um das „Bisschen“). | „ein bisschen“ wird kein bisschen großgeschrieben. |
| Unterschied von seit und seid                                     | Die Präposition und Konjunktion „seit“ wird mit „t“, das Verb und Hilfsverb „seid“ mit „d“ geschrieben | Bei „seiT“ geht es um die ZeiT. „SeiD“, wenn sie es sinD. |
| Schreibweise von „gar nicht“                                      | „Gar nicht“ sind zwei Worte, sie werden getrennt geschrieben. | „Gar nicht“ wird gar nicht zusammengeschrieben. |
| Bedeutungen von „scheinbar“ und „anscheinend“                     | „Anscheinend“ drückt aus, dass ein Sachverhalt vermutet wird; „scheinbar“ bedeutet hingegen, dass etwas tatsächlich ganz anders ist, als es erscheint. | Das „scheinbar“ hör ich weinend – du meinst gewiss „anscheinend“! |
| Unterschied „das gleiche“ und „dasselbe“                          | „Das gleiche“ drückt aus, dass zwei Dinge sich nicht unterscheiden; „dasselbe“ bedeutet hingegen, dass es in beiden Fällen um einen (einzigen) Gegenstand geht. | Zwei Dinge können sich gleichen; aber sie können sich nicht selben. |

### Englisch
| Thema                                          | Fakten | Merkspruch |
| ---------------------------------------------- | --- | --- |
| Konjugation                                    | Die dritte Person Singular endet im Präsens immer auf „s“, z. B. “he plays”. | He, she, it, das „s“ kommt mit. |
| If-Sätze                                       | Im If-Satz nur in besonderen Fällen would benutzen | „Would“ macht den If-Satz kaputt. |
| Plural von house, louse und mouse              | Der Plural von louse lautet lice und der von mouse lautet mice, während house den Plural houses (nicht hice) besitzt.                                                                               | lice – Läuse und mice – Mäuse (-e im Englischen wie im Deutschen an letzter Stelle); dagegen: houses – Häuser (-e- im Englischen wie im Deutschen an vorletzter Stelle). |
| Ausspreche                                     | Aussprache von Wörtern mit ei und ie wie z. B. believe, receive, reign. | “I” before “e” (except after “c”) if the pronunciation is „ee“. |
| Ausspreche                                     | Ausnahmen der Regel für ei und ie: Sheila, weir, weird, seize. | A weird thought seized Sheila by the weir. |
| Rechtschreibung                                | Rechtschreibung von „necessary“ | two s, one c – necessary. |
| Uhrzeiten                                      | AM (ante meridiem „vor dem Mittag“) steht für morgens (00:00 Uhr bis [ausschließlich] 12:00 Uhr), PM (post meridiem „nach dem Mittag“) steht für abends (12:00 Uhr bis [ausschließlich] 24:00 Uhr). | „AM“ = Am Morgen. |
| present perfect progressive                    | Unterscheidung von since und for im present perfect progressive: since immer bei einem Zeitpunkt; for immer bei einem Zeitraum.                                                                     | Since hat einen Punkt auf dem i und steht für einen Zeitpunkt. For hat einen Raum im o und steht für einen Zeitraum.                                                     |
| Satz mit „did“                                 | Nach did (Past Tense von to do) werden die nachfolgenden Verben immer in der Grundform (Infinitive, Simple Present) verwendet (z. B. “Did he go home? He did know something.”)                      | „Did“ und Present, das ist Norm, nach „did“ steht nie die Past-Tense-Form!                                                                                               |
| Unterscheidung present perfect und simple past | Signalwörter für das present perfect | Never, ever, yet, so far, present perfect ist doch klar! |
| Unterscheidung present perfect und simple past | Signalwörter für abgeschlossene Handlungen in der Vergangenheit | Yesterday, ago und last erfordern stets das simple past. Was tun wir denn alle Tage? Simple present, keine Frage.                                                        |
| Komma-Setzung                                  | Im Englischen gibt es nur wenige Komma-Regelungen. | When in doubt leave it out. |

### Französisch
| Thema                                              | Fakten | Merkspruch |
| -------------------------------------------------- | --- | --- |
| Orthographie von où und ou                         | Das Wort où heißt „wo“, ou steht für „oder“. | |
| Orthographie von où und ou                         | Das Wort où heißt „wo“, ou steht für „oder“. | Auf der Oder schwimmt kein Graf. („Graf“ steht für accent grave. Es gab auf der Oder keine Adligen, weil sie von 1945 bis 1990 im sozialistischen Machtbereich lag.) |
| Wann wird ein Zirkumflex über Vokale gesetzt?      | Der Zirkumflex markiert oft den Ausfall eines nachfolgenden altfranzösischen „s“. Beispiele: château, hôtel, en = (youth) hostel – fr = hôtel (lat. hospitale) | Ein Schloss, ein Hotel und ein Krankenhaus brauchen immer ein Dach!                                                                                                  |
| Welches grammatische Geschlecht haben Substantive? | Alle auf -age endenden Wörter sind männlich, außer la cage, l’image, la page, la plage, la rage, la nage                                                       | Jeder -age („Arsch“) ist männlich! |
| Welches grammatische Geschlecht haben Substantive? | Auf -tion endende Wörter sind weiblich. | Wörter auf -tion sind für die weibliche Person. |

### Italienisch
| Thema            | Fakten | Merkspruch                             |
| ---------------- | --- | -------------------------------------- |
| Accordo          | Unpersönliche Ausdrücke, wie „man ist hier sehr zufrieden“ verlangen im Italienischen das Adjektiv im Plural: „Si è molto contenti qui.“ | si impersonale – aggettivo al plurale. |
| Verwendung von h | Das im Italienischen verwendete c wird – je nachdem, welcher Vokal folgt – entweder als „k“ ausgesprochen (bei nachfolgendem Vokal a, u oder o), bzw. als „tsch“ bei nachfolgendem Vokal i oder e („tschi/tsche“). Um den Laut „ki“ bzw. „ke“ zu bilden, wird im Italienischen nach dem „c“ das „h“ eingefügt. Dieselbe Regel lässt sich analog auf das „g“ anwenden („dschi/dsche“). | ca, co acca (=h) no; che, chi acca si! |

### Latein
| Thema                                                              | Fakten | Merkspruch |
| ------------------------------------------------------------------ | --- | --- |
| Präpositionen                                                      | Einigen Präpositionen folgt der Ablativ. | A, ab, e, ex, de, pro, cum, sine stets mit dem Ablativ bediene. |
| Konjunktionen                                                      | Nach einigen Konjunktionen entfällt das ali- für unbestimmte Pronomen (aliquis, aliqua, aliquid …). | Nach si, nisi, ne, num, quo, quando, ubi, cum fällt der kleine Ali um. |
| Verben mit doppeltem Akkusativ                                     | Einige lateinische Verben binden zwei Akkusativobjekte; eines wird mit „als“, „für“ oder „zum“ übersetzt. Beispiel: Caesarem consulem creaverunt. = „Sie wählten Cäsar zum Konsul.“ Der Reim enthält einige dieser Verben in ihrer deutschen Bedeutung. | Haben, halten und erkennen, machen, wählen und ernennen, ferner lehren und erklären, auch sich zeigen, sich bewähren tun zwei Akkusative begehren.                               |
| Konjugation                                                        | Endungen im Präsens Indikativ Aktiv: -o, -s, -t, -mus, -tis, -nt | Nach O-s-ten muss tise Ente |
| Einige Adjektive mit Genitiv                                       | cupidus („begierig“), peritus („kundig“), memor („eingedenk“), particeps („teilhaftig“), potens („mächtig“), plenus („voll“) Die Merksprüche funktionieren genauso im Deutschen, siehe oben. | Begierig, kundig, eingedenk, teilhaftig, mächtig, voll regieren stets den Genitiv, was man sich merken soll.                                                                     |
| Adjektive der 3. Deklination                                       | pauper („arm“), vetus („alt“), dives („reich“), princeps („Fürst“; als Adjektiv eigentlich „erster“), particeps („teilhaftig“) | Der arme alte reiche Fürst nimmt teil. |
| Adjektiv oder Adverb?                                              | Bei „esse“ ist ein Adjektiv zu setzen. | Der ist dumm, der bei „sum“ setzet ein adverbium. |
| Multiplicativa                                                     | Die ersten vier Multiplicativa: semel, bis, ter, quater („einmal, zweimal, dreimal, viermal“) | In die Semmel biss der Kater. |
| Deklination: Endungen im Neutrum der Kasus Nominativ und Akkusativ | Gleiche Endungen im Nominativ und Akkusativ | Die Neutra haben, merke dir, gleich den Kasus eins und vier! |
| Genus von Substantiva                                              | Einige Substantiva der u-Deklination sind Feminina. | domus, manus, acus, tribus, porticus und Idus als feminin man sich merken muss.                                                                                                  |
| Genus von Substantiva                                              | Einige Substantiva haben ein natürliches Geschlecht unabhängig von ihrer Deklination. | Die Männer, Völker, Flüsse, Wind’ stets alle Maskulina sind. Als Feminina hänge man die Frauen an die Bäume an. Die Länder, Inseln, Städt’ auf -us weiblich man gebrauchen muss. |
| Genus von Substantiva                                              | Neutra | Doch marmor, aequor, cor, das Herz, cadaver, iter, aes, das Erz, und verber, ver, ōs, ŏs, das Bein, die müssen immer Neutra sein.                                                |
| Genus von Substantiva                                              | Neutra | cadaver, iter, ver sind Neutra auf -er. |
| Genus von Substantiva                                              | Einige Substantive und Adjektive der o-Deklination auf -er werden abweichend dekliniert (alter, altera, alterum). | puer, socer, gener, vesper, asper, tener und miser, liber! – frei! – behalten e vor r stets bei.                                                                                 |
| Genus von Substantiva                                              | Bei vielen Wörtern der konsonantischen Deklination lässt sich das Genus an der Endung erkennen. Abweichungen der Merkwörter müssen als Ausnahmen gelernt werden. | Feminini Generis sind Wörter mit der Endung -es und -is, auch die auf -x, -as, -aus und -o und -s mit Konsonant davor brauch so.                                                 |
| Genus von Substantiva                                              | Bei vielen Wörtern der konsonantischen Deklination lässt sich das Genus an der Endung erkennen. Abweichungen der Merkwörter müssen als Ausnahmen gelernt werden. | Masculini Generis sind die Wörter all auf „-nis“ und mensis, sanguis, orbis, fons, collis, lapis, piscis, mons, sermo, ordo, sol und pons, dens, sal, as, grex, pulvis.          |
| Genus von Substantiva                                              | Bei vielen Wörtern der konsonantischen Deklination lässt sich das Genus an der Endung erkennen. Abweichungen der Merkwörter müssen als Ausnahmen gelernt werden. | Die -a, -e, -c, die -l, -n, -t, die -ar, -ur, -us sind neutrius. |
| Substantiva: ī-Stämme                                              | Die Feminina der reinen ī-Stämme bilden den Akkusativ Singular auf -im und den Ablativ Singular auf -ī. Tiberis, Albis und Visurgis sind als Flüsse nach dem natürlichen Geschlecht maskulin. | Febris, puppis und securis turris, tussis, sitis, vis Tiberis, Neapolis, Albis und Visurgis.                                                                                     |
| Substantiva: Alte i-Deklination                                    | Substantive mit Akkusativ auf -im. | Puppim, sitim, turrim, febrim, vim sowie securim, Tiberim und Neapolim auf den alten Ausgang „-im“.                                                                              |
| Pronominaladjektive                                                | Die lateinischen Pronominaladjektive ūnus („einer“), sōlus („allein“), tōtus („ganz“), ūllus („irgendeiner“), uter („wer von beiden“), alter („ein anderer“), neuter (= ne-uter, „keiner“) und nūllus (von ne-ūllus, „keiner“) haben alle im Genitiv die Endung -īus und im Dativ -ī. Auch alius („anderer“) bildet den Dativ auf diese Weise. (Worauf im Merkspruch nicht eingegangen wird: Dessen Genitiv, der wie im Nominativ alius heißt – allerdings mit langem und deshalb betontem ī, was man im Schriftbild jedoch nicht erkennen kann –, ist unüblich und wird durch den Genitiv von alter ersetzt, das heißt durch alterius.) | Ūnus, sōlus, tōtus, ūllus, uter, alter, neuter, nūllus und uterque haben alle -īus in dem zweiten Falle und im dritten enden sie wie alius mit langem -ī.                        |
| ōs – os                                                            | ōs („Mund“) und os („Knochen“ [auch: „Gebein“]) – Bedeutung | ōs, ōris ist der Mund, os, ossis frisst der Hund. |
| ōs – os                                                            | ōs („Mund“) – os („[Ge]bein [auch: Knochen]“) – Genus | ōs, ōris – Mund, os, ossis – Bein müssen immer sächlich sein. |
| Reflexivität im AcI („sē“)                                         | Der Akkusativ des Reflexivpronomens steht im AcI rückbezüglich zum Subjekt des übergeordneten Satzes (meistens des Hauptsatzes). Beim Übersetzen eines AcI muss ein „sē“ als Subjektsakkusativ entsprechend beachtet werden. | „se“ heißt „sich“, das ist schon richtig, doch im AcI wird das schnell nichtig. Siehst du ein „se“ im AcI, heißt es „er“, manchmal auch „sie“.                                   |
| Pronomina und „esse“                                               | Merksatz für die Formenbildung der Pronomen und des Hilfsverbs esse | hic, haec, hoc – dieser Lehrer hat ’nen Stock, is, ea, id – was will er denn damit? sum, fui, esse – er haut dir in die Fresse, ille, illa, illud – dass dir die Nase blut’!     |

Siehe auch die lateinischen Merksprüche für
- die mythische Gründung Roms: Septem quinque tres …
- die Lectio divina der Bibeltexte:Littera gesta docet …
- die O-Antiphonen in der katholischen Liturgie: Ero …
- die Mondphasen: Luna …
- den Tierkreis: Sunt Aries …
- die Aufstellung der Damen im Schach: Regina …
- die sieben freien Künste: Gram loquitur, …

### Spanisch
| Thema                                                               | Fakten | Merkspruch                                                              |
| ------------------------------------------------------------------- | --- | ----------------------------------------------------------------------- |
| Interrogativpronomen                                                | Alle spanischen Interrogativpronomen erhalten einen Akzent: ¿Cómo?, ¿Dónde?, ¿Adónde?, ¿De dónde?, ¿Por qué?, ¿Quién?, ¿Quiénes?, ¿Cuánto?, ¿Cuál?, ¿Cuáles?, ¿Cuándo? und ¿Qué?                                                                  | Wenn du schreibst ein Fragewort, setze den Akzent sofort!               |
| Indefinite Begleiter otro,-a                                        | Vor otro,-a darf kein unbestimmter Artikel (un,-a) stehen. | Pass auf beim Reden und beim Schreiben, lass un vor otro immer bleiben. |
| Subjuntivo                                                          | Subjunctivo wird für folgende Situationen verwendet: Wishes (Wünsche), Emotions (Emotionen), Impersonal expressions (unpersönliche Ausdrücke), Recommendations/Requests (Empfehlungen/Bitten), Doubt/Denial (Zweifel/Ablehnung), Ojalá (Hoffnung) | englisch: WEIRDO                                                        |
| Unregelmäßige Befehlsformen (Imperativo afirmativo) für die tú-Form | ¡Ven! (venir), ¡Di! (decir), ¡Sal! (salir), ¡Haz! (hacer), ¡Ten! (tener), ¡Ve! (ver), ¡Pon! (poner), ¡Se! (ser) | englisch: Vin Diesel has ten weapons, eh?                               |

### Urindogermanisch
| Thema           | Fakten | Merkspruch                                                                    |
| --------------- | --- | ----------------------------------------------------------------------------- |
| Laryngaltheorie | Steht ein Laryngallaut zwischen einem *e und einem Konsonanten, so färbt er den Vokal abhängig vom ursprünglichen Laut, dehnt ihn und verschwindet selbst (Ersatzdehnung), vergleichbar einem Dehnungs-h in der deutschen Rechtschreibung. | h1 ist ein Keh1lkopflaut, h2 ist ein Kah2lkopflaut, h3 ist ein Koh3lkopflaut. |

## Mathematik und Naturwissenschaften

### Astronomie
| Thema                                          | Fakten | Merkspruch |
| ---------------------------------------------- | --- | --- |
| Reihenfolge der Planeten unseres Sonnensystems | Merkur Venus Erde Mars Jupiter Saturn Uranus Neptun (von der Sonne aus) | Mein Vater erklärt mir jeden Sonntag unseren Nachthimmel. |
| Reihenfolge der Planeten unseres Sonnensystems | Planeten unseres Sonnensystems mit Pluto (vor dessen Zuordnung zu den Zwergplaneten): Merkur Venus Erde Mars Jupiter Saturn Uranus Neptun Pluto (von der Sonne aus) | Mein Vater erklärt mir jeden Sonntag unsere neun Planeten. |
| Reihenfolge der Planeten unseres Sonnensystems | Reihenfolge der Planeten und relevanter astronomischer Kleinkörper unseres Sonnensystems: Merkur Venus Erde Mars Asteroiden Jupiter Saturn Uranus Neptun Kuipergürtel Oortsche Wolke (von der Sonne aus) | Mein Vater erklärt mir an jedem Sonntag unsere natürliche kosmische Ordnung. |
| Spektralklassen der Sterne                     | O B A F G K M R N S | Offenbar benutzen Astronomen furchtbar gern komische Merksätze. Richtig nett. |
| Spektralklassen der Sterne                     | O B A F G K M R N S | englisch: Oh, be a fine girl, kiss me (right now, sweetheart). |
| Mondphase                                      | Zunehmender Mond: nach links geöffnete Sichel. Abnehmender Mond: nach rechts geöffnete Sichel Dies gilt auf der Nordhalbkugel, auf der Südhalbkugel ist es umgekehrt. | ) – Klammer zu, der Mond nimmt zu. |
| Mondphase                                      | Zunehmender Mond: nach links geöffnete Sichel. Abnehmender Mond: nach rechts geöffnete Sichel Dies gilt auf der Nordhalbkugel, auf der Südhalbkugel ist es umgekehrt. | Wenn der Mond zunimmt, ist der Bogen wie der Ansatz beim Schreiben des Buchstabens Z in deutscher Schreibschrift . Nimmt er ab, ist der Bogen wie der linke Bogen eines A in deutscher Schreibschrift . Nach Christian Morgenstern (Der Mond): „ein A formierend und ein Z – dass keiner groß zu denken hätt’“. |
| Mondphase                                      | Zunehmender Mond: nach links geöffnete Sichel. Abnehmender Mond: nach rechts geöffnete Sichel Dies gilt auf der Nordhalbkugel, auf der Südhalbkugel ist es umgekehrt. | Luna mentitur (lateinisch: „Der Mond lügt“). Er zeigt ein C wie crescit (= „er nimmt zu“), wenn er abnimmt. Er zeigt ein D wie decrescit (= „er nimmt ab“), wenn er zunimmt. (Vergleiche Lautstärkenangaben in der Musik: crescendo/decrescendo.)                                                               |
| Tierkreiszeichen                               | Widder (Aries), Stier (Taurus), Zwillinge (Gemini), Krebs (Cancer), Löwe (Leo), Jungfrau (Virgo), Waage (Libra), Skorpion (hier: Scorpius, eigentlich: Scorpio), Schütze (hier: Arcitenens [„Bogenhalter“], eigentlich: Sagittarius), Steinbock (hier: Caper, eigentlich: Capricornus), Wassermann (hier: Amphora [„Amphore, Krug“], eigentlich: Aquarius) und Fische (Pisces) | Wieder stieren zwei krebsende Löwen-Jungtiere: Wagen sie es, Skorpione zu schützen und Steine aus dem Wasser zu fischen? |
| Tierkreiszeichen                               | Widder (Aries), Stier (Taurus), Zwillinge (Gemini), Krebs (Cancer), Löwe (Leo), Jungfrau (Virgo), Waage (Libra), Skorpion (hier: Scorpius, eigentlich: Scorpio), Schütze (hier: Arcitenens [„Bogenhalter“], eigentlich: Sagittarius), Steinbock (hier: Caper, eigentlich: Capricornus), Wassermann (hier: Amphora [„Amphore, Krug“], eigentlich: Aquarius) und Fische (Pisces) | zwei lateinische Hexameter (metrisch betonte Silben mit Akzent): Súnt Ariés, Taurús, Geminí, Cancér, Leo, Vírgo, Líbraque Scórpius, Árcitenéns, Caper, Ámphora, Písces. |
| Die Anzahl der Tage im jeweiligen Monat        | 31 Tage = Januar, März, Mai, Juli, August, Oktober, Dezember 30 Tage = April, Juni, September, November 28 Tage = Februar | Dreißig Tage ha’m November, April, Juni und September. Achtundzwanzig hat nur einer, mehr als einunddreißig keiner. |
| Die Anzahl der Tage im jeweiligen Monat        | 31 Tage = Januar, März, Mai, Juli, August, Oktober, Dezember 30 Tage = April, Juni, September, November 28 Tage = Februar | Man hält beide Fäuste nebeneinander und geht die Knöchel auf den Handrücken entlang. Angefangen mit dem Januar entspricht jeder Knöchel einem langen (31-tägigen) Monat und Senken zwischen den Knöcheln einem kurzen (30- oder 28-tägigen) Monat. Somit haben Juli und August beide einunddreißig Tage.        |

### Biochemie
| Thema                                                                 | Fakten | Merkspruch                                |
| --------------------------------------------------------------------- | --- | ----------------------------------------- |
| Essentielle Aminosäuren des Menschen                                  | Phenylalanin, Isoleucin, Tryptophan, Methionin, Leucin, Valin, Lysin, Threonin                                                                 | PheTTVILLM (sprich: „Fettfilm“)           |
| Essentielle chemische Elemente in der Biochemie                       | Biomoleküle bestehen vorwiegend aus den Elementen Wasserstoff (H), Kohlenstoff (C), Stickstoff (N), Sauerstoff (O), Phosphor (P), Schwefel (S) | Peter COHNS                               |
| Essentielle chemische Elemente in der Biochemie                       | Biomoleküle bestehen vorwiegend aus den Elementen Wasserstoff (H), Kohlenstoff (C), Stickstoff (N), Sauerstoff (O), Phosphor (P), Schwefel (S) | „Schon“-Elemente (ohne Phosphor)          |
| Basenpaarung der DNA                                                  | Adenin ist komplementär zu Thymin, Guanin ist komplementär zu Cytosin.                                                                         | Armer Teufel, Guter Christ.               |
| Basenpaarung der RNA                                                  | Adenin ist komplementär zu Uracil, Guanin ist komplementär zu Cytosin.                                                                         | A und U sind Vokale, G und C Konsonanten. |
| Ausrichtung der Hydroxygruppen von D-Glucose in der Fischerprojektion | Struktur der D(+)-Glukose und D(+)-Galaktose in Form einer Fischer-Projektion                                                                  | tatütata (ta = rechts, tü = links)        |
| Die 4 fettlöslichen Vitamine                                          | Vitamin E (Tocopherol), Vitamin D (Cholecalciferol), Vitamin K (Phyllochinon), Vitamin A (Retinol)                                             | EDeKA                                     |
| Chemische Namen der Vitamine B1, B2, B3, B6 und B12                   | B1 = Thiamin, B2 = Riboflavin, B3 = Niacin, B6 = Pyridoxalphosphat und B12 = Cobalamin                                                         | The right night for parties and clubs.    |

### Biologie
| Thema                                                    | Fakten | Merkspruch |
| -------------------------------------------------------- | --- | --- |
| Einteilungsebenen der Linneschen Systematik              | Reich, Stamm, Klasse, Ordnung, Familie, Gattung, Art | Jede Art, sich zu begatten, erzeugt Familie. Die Ordnung ist klasse, der Stamm bleibt reich (an Nachkommen). Rosa Schweinchen kämpfen ohne Furcht gegen Ameisen. (Rückwärts zu lesen, das heißt von spezifisch zu allgemein.) |
| Paarungszeiten einheimischer Wildarten                   | | Der Fuchs, er ranzt im Februar, wie Hase und Kanin in jedem Jahr. Huhn, Schnepf und Ente liebt im März, dem Birkhuhn schlägt April das Herz. Von Mai bis in den Juni rein pflegt’s Auerwild berauscht zu sein. Von Mitte Juli bis August, das Rehwild schwärmt in Liebeslust. September brunftet’s Edelwild (Rotwild), fürs Damwild Oktober bis November gilt. Von da bis in das neue Jahr, da rauscht das Schwarzwild immerdar.                                 |
| Setzzeiten einheimischer Wildarten                       | | Es bringt uns seine Jungen dar, der Dachs im Monat Februar. Im März darauf und im April, die wilde Bache frischen will. Im vierten Monat wölft der Fuchs, auch Otter, Iltis, Marder, Luchs. (∗) Das Rehwild, Rot- und Damwild setzt im Mai und Juni noch zuletzt. (∗) Oder: „auch Marder, Iltis, Wiesel, Luchs.“ (Baum- und Stein-)Marder, Otter, Iltis und Wiesel sind alle aus der Familie der Marder, Iltis und Wiesel sogar aus derselben Gattung (Mustela). |
| Anzahl der Backenzähne bei europäischen Raubtieren       | Schneidezähne: 3/3, Eckzähne: 1/1 | Füchs’ und Hunden sind geblieben oben 6 und unten 7. Der Marder und die Dächs’ oben 5 und unten 6, die Otter im Gesümpf oben 5 und unten 5, der Iltis und das Wieseltier unten 5 und oben 4, und die Katze trotz Geschrei oben 4 und unten 3. Dem Luchs, dem ist es einerlei, oben 3 und unten 3. |
| Unterscheidung von Hasen und Kaninchen                   | Hasenjunge sind Nestflüchter, Kaninchennachwuchs gehört zu den Nesthockern. | Ein Hase kommt mit Haaren und sehend auf die Welt, beim Kaninchen ist es umgekehrt: nackt und blind. |
| Elefanten                                                | Afrikanische Elefanten und Asiatische oder Indische Elefanten unterscheidet man anhand der Größe ihrer Ohren. | Die Ohren der Elefanten sehen aus wie die Landkarte des Gebietes, nach dem sie benannt sind: Afrika bzw. Indien. |
| Elefanten                                                | Afrikanische Elefanten und Asiatische oder Indische Elefanten unterscheidet man anhand der Größe ihrer Ohren. | Afrikanische Elefanten haben lange Ohren, Indische Elefanten haben winzige Ohren. |
| Bienenkönigin, Abfolge der jährlichen Farbcodierung      | Die folgenden fünf Farben geben das Geburtsjahr einer Bienenkönigin an: Weiß für Jahre, die auf 1 oder 6 enden; Gelb für Jahre, die auf 2 oder 7 enden; Rot für Jahre, die auf 3 oder 8 enden; Grün für Jahre, die auf 4 oder 9 enden; Blau für Jahre, die auf 5 oder 0 enden. | Weiß, gelb und rot grünen die Rosen vor blauem Himmel. (Englisch) Will You Raise Good Bees. (white, yellow, red, green, blue) |
| Kamele                                                   | Die Anzahl der Höcker einer Kamelart entspricht der Anzahl der e im Namen. | Trampeltier: 2 Höcker; Dromedar: 1 Höcker; Alpaka, Guanako, Lama, Vikunja (alle ohne e): gar kein Höcker. |
| Lärche – Lerche                                          | Unterscheide Lärche (Nadelbaum) und Lerche (Singvogel) | Lärche ist ein Baum, Lerche ein Vogel. |
| Großkatzenhybride                                        | Der Töwe ist das gemeinsame Jungtier von Tigermännchen und Löwenweibchen, der Liger von Löwenmännchen und Tigerweibchen. | Der Vater wird vorne genannt. |
| Pferd-Esel-Hybride                                       | Das Maultier ist das gemeinsame Fohlen von Pferdestute und Eselhengst. Der Maulesel ist das gemeinsame Fohlen von Eselstute und Pferdehengst. | Vom Maulesel ist die Mutter ein Esel. |
| Mitose                                                   | Bei der Mitose laufen nacheinander Interphase, Prophase, Metaphase, Anaphase und Telophase ab. | Ich pauke Mitose alle Tage. |
| Natrium-Kalium-Pumpe                                     | Die Natrium-Kalium-Pumpe befördert 3 Na+ aus der Zelle hinaus und 2 K+ durch die Zellmembran hinein. | 3 Nazis raus – 2 Kumpels rein |
| Symbole für Geschlechter                                 | – weiblich (Venussymbol) · – männlich (Marssymbol) | Während der Mann mit dem Pfeil in den Krieg zieht, geht die Frau in die Kirche und betet, dass er gesund zurückkommt. |
| Unterscheidung von Fichte und Tanne                      | Die Beschaffenheit der Nadeln: Die Fichte hat steife, spitze Nadeln; Tannennadeln sind eher weich und stumpf. | Die Fichte sticht, die Tanne nicht. |
| Einheimische Licht-, Halbschatten- und Schattenbaumarten | Lichtbaumarten: Eiche, Weide, Birke, Esche, Kiefer, Lärche, Pappel | EiWei, BittEschön – KieLär Pappe! |
| Einheimische Licht-, Halbschatten- und Schattenbaumarten | Halbschattenbaumarten: Hainbuche, Fichte, Linde, Bergahorn, Ulme, Douglasie (eingebürgert, eigentlich aus Nordamerika) | HaiFi, LiBer UDo! |
| Einheimische Licht-, Halbschatten- und Schattenbaumarten | Schattenbaumarten: Tanne, Buche, Eibe | TaBu ist die Eibe! (Die Eibe ist in fast allen Pflanzenteilen tödlich giftig.) |
| Standorte von Erle und Weide                             | Erle benötigt feuchte, Weide nasse Standorte | Erle will das Wasser sehen, Weide will im Wasser stehen. |
| Korrektes Ansprechen der Erle                            | Die Erle verfügt über einen rundlichen Zapfen, welcher längere Zeit im Jahr stehen bleibt. | Jede Erle hat ’ne Perle |

### Chemie
| Thema                                                     | Fakten | Merkspruch |
| --------------------------------------------------------- | --- | --- |
| Umgang mit Wasser und konzentrierten, starken Säuren      | Man sollte niemals Wasser auf eine Säure geben, da es sonst zu schlagartigem Sieden kommen kann.                                                                                   | Erst das Wasser, dann die Säure, sonst geschieht das Ungeheure.                                                       |
| Säuren und Laugen                                         | chemischer Aufbau | An Säuren hängt, das merke fest, am Wasserstoff der Säure-Rest. Laugen aber sich entpuppen als Metall mit OH-Gruppen. |
| Säuren und Laugen                                         | chemische Reaktion | Der Lauge gieße Säure zu, Salz und Wasser gibt’s im Nu.                                                               |
| Säuren und Laugen                                         | Test mit pH-Indikator (Lackmus) | Die Base ist eine Frau, denn sie färbt den roten Lackmus blau.                                                        |
| Elektrochemische Spannungsreihe ausgewählter Elemente     | von unedel zu edel: Kalium (K) – Natrium (Na) – Magnesium (Mg) – Aluminium (Al) – Zink (Zn) – Zinn (Sn) – Blei (Pb) – Wasserstoff (H) – Kupfer (Cu) – Silber (Ag) – Gold (Au)      | Kaiser Napoleon mag alle zackigen Soldaten – Blei haben cubanische Agenten auch.                                      |
| Zersetzungsspannung bei der Elektrolyse                   | {\displaystyle U_{\text{Z}}=E_{\text{Anode}}-E_{\text{Kathode}}} | ZAK |
| Pole beim galvanischen Element und der Elektrolyse        | Beim galvanischen Element ist die Kathode der Pluspol und die Anode der Minuspol, die Reaktion verläuft freiwillig (Oxidation, Minuspol, Anode, freiwillig, galvanisches Element). | OMA macht freiwillig den Garten.                                                                                      |
| Pole beim galvanischen Element und der Elektrolyse        | Bei der Elektrolyse ist die Kathode der Minuspol und die Anode der Pluspol, die Reaktion verläuft gezwungen (Oxidation, Pluspol, Anode, gezwungen [„müssen“], Elektrolyse).        | OPA muss einkaufen.                                                                                                   |
| Pole bei der Elektrolyse                                  | Kathode ist der Minuspol, Anode der Pluspol. | Die Katze macht miau.                                                                                                 |
| Pole bei der Elektrolyse                                  | Kathode ist der Minuspol, Anode der Pluspol. | Die Kathode ist nekathiv.                                                                                             |
| Pole bei der Elektrolyse                                  | An der Anode findet Oxidation statt, an der Kathode Reduktion. | An ox and a red cat                                                                                                   |
| Pole bei der Elektrolyse                                  | An der Anode findet Oxidation statt, an der Kathode Reduktion. | An der Anode findet die Oxidation statt, das ist das A und O der Chemie.                                              |
| Pole bei der Elektrolyse                                  | An der Anode findet Oxidation statt, an der Kathode Reduktion. | An Oxidation denken                                                                                                   |
| Redoxreaktion                                             | Oxidation = Elektronenabgabe Reduktion = Elektronenaufnahme | Oxford = Elektronen fort                                                                                              |
| Redoxreaktion                                             | Oxidation = Elektronenabgabe Reduktion = Elektronenaufnahme | Kommt herbei ein Elektron, ist es eine Reduktion. Wenn ein Elektron marschiert, wird das Teilchen oxidiert.           |
| Ladung von Anionen                                        | Anionen sind negativ geladen (im Gegensatz zu Kationen) | Anion = negativ |
| Ladung von Anionen                                        | Anionen sind negativ geladen (im Gegensatz zu Kationen) | Ka+ion (das t ähnelt dem Pluszeichen)                                                                                 |
| Produktverteilung bei der Halogenierung von Alkylaromaten | beispielsweise bei der Chlorierung von Toluol: Benzylchlorid/Chlortoluol | SSS-Regel: Seitenkette, Siedehitze, Sonnenlicht; KKK-Regel: Kern, Kälte, Katalysator.                                 |
| Woodward-Hoffmann-Regeln                                  | Vier Elektronen, thermisch, conrotatorisch | Vietcon-Regel (Anklang an Vietcong)                                                                                   |
| Einteilung der Enzyme                                     | Oxidoreduktasen, Transferasen, Hydrolasen, Lyasen, Isomerasen, Ligasen | Otto trifft heute Lydia in Liverpool.                                                                                 |

Einige der Merksprüche für Physik und Materialwissenschaft behandeln den Grenzbereich zur Chemie.

### Geographie
| Thema                                                                            | Fakten | Merkspruch |
| -------------------------------------------------------------------------------- | --- | --- |
| Unterscheidung der Tropfsteinformen                                              | Stalaktiten sind herabhängende und Stalagmiten aufsteigende Tropfsteine (Stalagnaten sind zusammengewachsene Gebilde der beiden). | Die Mieten steigen (Stalagmiten), die Titten hängen (Stalaktiten)! |
| Unterscheidung der Tropfsteinformen                                              | Stalaktiten sind herabhängende und Stalagmiten aufsteigende Tropfsteine (Stalagnaten sind zusammengewachsene Gebilde der beiden). | Stalaktiten hängen von der Tecke. Stalagnaten sind zusammengenäht. |
| Unterscheidung der Tropfsteinformen                                              | Stalaktiten sind herabhängende und Stalagmiten aufsteigende Tropfsteine (Stalagnaten sind zusammengewachsene Gebilde der beiden). | Ein großes T (StalagTiten) sieht aus wie ein Tropfstein, der von der Decke hängt, ein M (StalagMiten) sieht aus wie zwei Tropfsteine, die von unten aus dem Boden ragen.                                          |
| Unterscheidung der Tropfsteinformen                                              | Stalaktiten sind herabhängende und Stalagmiten aufsteigende Tropfsteine (Stalagnaten sind zusammengewachsene Gebilde der beiden). | Ein Stalaktit wächst, indem er tropft; der darunter stehende Stalagmit wächst mit. |
| Unterscheidung der Tropfsteinformen                                              | Stalaktiten sind herabhängende und Stalagmiten aufsteigende Tropfsteine (Stalagnaten sind zusammengewachsene Gebilde der beiden). | Stalagmiten sind wie Termitenhügel am Boden. |
| Zusammensetzung des Granits                                                      | Besteht vor allem aus Quarz, verschiedenen Feldspäten und Glimmermineralen.                                                       | Feldspat, Quarz und Glimmer, die drei vergess’ ich nimmer. |
| Chronostratigraphische Serien des Jura                                           | Lias = Schwarzjura, Unterjura Dogger = Braunjura, Mitteljura Malm = Weißjura, Oberjura                                            | Lies doch mal! |
| Die deutschen Hansestädte von West nach Ost                                      | Bremen, Hamburg, Lübeck, Wismar, Rostock, Stralsund und Greifswald                                                                | Bei Hanse liegen wehrhafte, reiche Städte günstig. |
| Ursprung der Weser                                                               | Die Weser entsteht aus dem Zusammenfluss der Werra und Fulda.                                                                     | Wo Werra sich und Fulda küssen Sie ihre Namen büßen müssen Und hier entsteht durch diesen Kuss Deutsch bis zum Meer der Weser-Fluss. (Spruch am alten Weserstein in Hann. Münden)                                 |
| Ursprung der Donau                                                               | Die Donau entsteht aus dem Zusammenfluss der Brigach und Breg.                                                                    | Brigach und Breg bringen die Donau zuweg. |
| Reihenfolge und Richtung der wichtigsten deutschen Donauzuflüsse                 | Die Donau fließt von Westen nach Osten. Die Nebenflüsse münden in dieser Reihenfolge.                                             | Iller, Lech, Isar, Inn fließen rechts zur Donau hin. Wörnitz, Altmühl, Naab und Regen kommen links entgegen. |
| Mündung der Spree                                                                | Die Spree fließt bei Spandau in die Havel.                                                                                        | Bei Spandau steht ’ne Warnungstafel, da stürzt die Spree sich in die Havel. |
| Schichten der Erdatmosphäre von oben nach unten                                  | Exosphäre, Ionosphäre, Mesosphäre, Stratosphäre und Troposphäre                                                                   | Die Schichten sind von oben nach unten alphabetisch sortiert: E – I – M – S – T. |
| Ostfriesische Inseln (siehe auch: Merksätze zur Inselreihenfolge)                | Die Ostfriesischen Inseln von Westen nach Osten: Borkum, Juist, Norderney, Baltrum, Langeoog, Spiekeroog, Wangerooge              | Borkum, Juist und Norderney, dann Baltrum in der Mitte sei, Langeoog, Spiekeroog und Wangerooge schließen dann in alphabetischer Folge an.                                                                        |
| Ostfriesische Inseln (siehe auch: Merksätze zur Inselreihenfolge)                | Die Ostfriesischen Inseln von Westen nach Osten: Borkum, Juist, Norderney, Baltrum, Langeoog, Spiekeroog, Wangerooge              | Bei jeder Nordseeinsel buddeln lustige Seemänner Wattlöcher. |
| Ostfriesische Inseln (siehe auch: Merksätze zur Inselreihenfolge)                | Die Ostfriesischen Inseln von Osten nach Westen: Wangerooge, Spiekeroog, Langeoog, Baltrum, Norderney, Juist, Borkum              | Welcher Seemann liegt bei Nacht im Bett? |
| Westfriesische Inseln                                                            | Die Westfriesischen Inseln von Osten nach Westen: Schiermonnikoog, Ameland, Terschelling, Vlieland, Texel                         | Schiermonnikoog und Ameland, am dichtesten am deutschen Strand. Terschelling, Vlieland und dann Texel, spätestens da in Gulden wechsel.                                                                           |
| Lage des Hunsrück                                                                | Der Hunsrück wird eingefasst durch die Flüsse Mosel, Saar, Nahe und Rhein.                                                        | Mosel, Saar, Nahe, Rhein schließen rings den Hunsrück ein. |
| Lage des Spessart                                                                | Der Spessart wird eingefasst durch die Flüsse Kinzig, Sinn und Main.                                                              | Kinzig, Sinn und Main schließen den Spessart ein. |
| Die Himmelsrichtungen im Uhrzeigersinn, wie auf Windrosen                        | Nord, Ost, Süd, West in den gemäßigten Breiten der Nordhalbkugel.                                                                 | Im Osten geht die Sonne auf, im Süden ist ihr Mittagslauf, (∗) im Westen wird sie untergeh’n, im Norden ist sie nie zu seh’n. (∗) Varianten: „im Süden nimmt sie ihren Lauf“ / „im Süden steigt sie hoch hinauf“. |
| Die Himmelsrichtungen im Uhrzeigersinn, wie auf Windrosen                        | Nord, Ost, Süd, West in den gemäßigten Breiten der Nordhalbkugel.                                                                 | Nie Ohne Seife Waschen! |
| Verortung von West und Ost auf (genordeten) Karten                               | West – links, Ost – rechts | WO funktioniert auch auf Englisch (WherE) und Portugiesisch (OndE) |
| Unterscheidung von Taiga und Tundra                                              | Taiga ist der boreale Nadelwald und in der Tundra gibt es kaum Bäume.                                                             | Tiger Woods |
| Reihenfolge der grösseren Dörfer am rechten Thunersee-Ufer und die Aare hinunter | Oberhofen – Hilterfingen – Thun – Bern                                                                                            | Z Oberhofe düe si s Brot y Ofe, z Hiuterfinge chöi si s nümmen usebringe, z Thun bache si s brun u z Bärn ässes aui gärn.                                                                                         |
| Kfz-Kennzeichen der Städte namens Frankfurt                                      | F – Frankfurt am Main FF – Frankfurt an der Oder                                                                                  | Der Main hat eine Silbe, die Oder zwei. |

### Geologie
| Thema        | Fakten | Merkspruch                                                                                   |
| ------------ | --- | -------------------------------------------------------------------------------------------- |
| Erdzeitalter | Archaikum, Proterozoikum, Kambrium, Ordovizium, Silur, Devon, Karbon, Perm, Trias, Jura, Kreide, Paläogen, Neogen, Quartär | Armer Peter kann ohne seine doofen Kaffee-Pads, trotz jeglichem Kaffee-Pulver, nur quengeln. |

### Mathematik
| Prioritäten der Rechenzeichen                                    | Rechenreihenfolge Punkt vor Strich, {\displaystyle (,),x^{y},\cdot ,:,+,-} | Die Klammer sagt: „Zuerst komm ich!“ Denk ferner dran: „Stets Punkt vor Strich“ Und was noch nicht zum Rechnen dran, das schreibt man unverändert an.                           |                                      |                                      |
| Prioritäten der Rechenzeichen                                    | Rechenreihenfolge Punkt vor Strich, {\displaystyle (,),x^{y},\cdot ,:,+,-} | Punktrechnung vor Strichrechnung geht. Die Klammer über allem steht. |                                      |                                      |
| Bruchrechnen                                                     | Der Nenner eines Bruches darf nie Null sein, das heißt es darf nie durch Null geteilt werden. | Liebe Leute groß und klein, geteilt durch Null lasst besser sein. |                                      |                                      |
| Formel für das Zylindervolumen                                   | {\displaystyle V=\pi \cdot r^{2}\cdot h} | Hat eine Pizza den Radius Z und die Höhe A, so ist das Volumen Pi Z Z A (jeweils multipliziert).                                                                                |                                      |                                      |
| Formel für das Kugelvolumen                                      | {\displaystyle V={\frac {4}{3}}\cdot \pi \cdot r^{3}} | Gemächlich kommt einhergeschritten: vier Drittel Pi mal R zur Dritten. |                                      |                                      |
| Formel für das Kugelvolumen                                      | {\displaystyle V={\frac {4}{3}}\cdot \pi \cdot r^{3}} | Was kugelt da an mir vorbei? Vier Drittel Pi mal R hoch drei! |                                      |                                      |
| Formel für die Kugeloberfläche                                   | {\displaystyle O=4\cdot \pi \cdot r^{2}} | Und was sie auf dem Leibe hat, ist vier mal Pi mal R Quadrat. |                                      |                                      |
| Schreibweise von Begriffen zu rechtwinkligen Dreiecken           | Ankathete, Gegenkathete, Hypotenuse, Pythagoras | In jedem der Begriffe kommt genau ein H vor. |                                      |                                      |
| Formel für die Winkelfunktionen                                  | {\displaystyle {\begin{aligned}{\text{Sinus}}&={\frac {\text{Gegenkathete}}{\text{Hypotenuse}}}\\{\text{Cosinus}}&={\frac {\text{Ankathete}}{\text{Hypotenuse}}}\\{\text{Tangens}}&={\frac {\text{Gegenkathete}}{\text{Ankathete}}}\\{\text{Cotangens}}&={\frac {\text{Ankathete}}{\text{Gegenkathete}}}\end{aligned}}} \| \| {\displaystyle \operatorname {sin} } \| {\displaystyle \operatorname {cos} } \| {\displaystyle \operatorname {tan} } \| {\displaystyle \operatorname {cot} } \| \| ------ \| ------------------------------------ \| ------------------------------------ \| ------------------------------------ \| ------------------------------------ \| \| Zähler \| G \| A \| G \| A \| \| Nenner \| H \| H \| A \| G \| G: Gegenkathete, A: Ankathete, H: Hypotenuse | Geh Heim … Altes Haus … Gib Acht … Aufs Geld. (Sin … Cos … Tan … Cot) |                                      |                                      |
| Formel für die Winkelfunktionen                                  | {\displaystyle {\begin{aligned}{\text{Sinus}}&={\frac {\text{Gegenkathete}}{\text{Hypotenuse}}}\\{\text{Cosinus}}&={\frac {\text{Ankathete}}{\text{Hypotenuse}}}\\{\text{Tangens}}&={\frac {\text{Gegenkathete}}{\text{Ankathete}}}\\{\text{Cotangens}}&={\frac {\text{Ankathete}}{\text{Gegenkathete}}}\end{aligned}}} \| \| {\displaystyle \operatorname {sin} } \| {\displaystyle \operatorname {cos} } \| {\displaystyle \operatorname {tan} } \| {\displaystyle \operatorname {cot} } \| \| ------ \| ------------------------------------ \| ------------------------------------ \| ------------------------------------ \| ------------------------------------ \| \| Zähler \| G \| A \| G \| A \| \| Nenner \| H \| H \| A \| G \| G: Gegenkathete, A: Ankathete, H: Hypotenuse | TanGA – Tangens ist Gegenkathete zu Ankathete |                                      |                                      |
| Formel für die Winkelfunktionen                                  | {\displaystyle {\begin{aligned}{\text{Sinus}}&={\frac {\text{Gegenkathete}}{\text{Hypotenuse}}}\\{\text{Cosinus}}&={\frac {\text{Ankathete}}{\text{Hypotenuse}}}\\{\text{Tangens}}&={\frac {\text{Gegenkathete}}{\text{Ankathete}}}\\{\text{Cotangens}}&={\frac {\text{Ankathete}}{\text{Gegenkathete}}}\end{aligned}}} \| \| {\displaystyle \operatorname {sin} } \| {\displaystyle \operatorname {cos} } \| {\displaystyle \operatorname {tan} } \| {\displaystyle \operatorname {cot} } \| \| ------ \| ------------------------------------ \| ------------------------------------ \| ------------------------------------ \| ------------------------------------ \| \| Zähler \| G \| A \| G \| A \| \| Nenner \| H \| H \| A \| G \| G: Gegenkathete, A: Ankathete, H: Hypotenuse | Merkspruch für die Tabelle: „Die GAGA-Hühner-Hof-AG“ |                                      |                                      |
| Cosinus und Sinus, Cosinus und Sinus hyperbolicus                | Definition über die eulersche Formel: {\displaystyle {\begin{aligned}\cos(x)&={\frac {1}{2}}(\exp(\mathrm {i} x)+\exp(\mathrm {-i} x))\\\mathbf {\color {crimson}sin} (x)&={\frac {1}{2\mathrm {i} }}(\exp(\mathrm {i} x)\mathbf {\color {crimson}-} \exp(\mathrm {-i} x))\\\cosh(x)&={\frac {1}{2}}(\exp(x)+\exp(-x))\\\mathbf {\color {crimson}sin} \mathrm {h} (x)&={\frac {1}{2}}(\exp(x)\mathbf {\color {crimson}-} \exp(-x))\end{aligned}}} (sin und Minuszeichen fett markiert und farblich hervorgehoben) | Sinus ist mit minus |                                      |                                      |
| Eigenschaften von Ringen                                         | Jeder euklidische Ring ist ein Hauptidealring, diese sind faktoriell. Faktorielle Ringe sind Integritätsringe, diese sind allgemeine Ringe. | Euklid hat fast immer Recht. |                                      |                                      |
| Krümmungsverhalten einer Funktion                                | 2. Ableitung der Funktion: - negativ = Rechtskrümmung - positiv = Linkskrümmung | Wenn die zweite Ableitung negativ ist, ist die Funktion rechtsgekrümmt. Wenn die zweite Ableitung positiv ist, ist die Funktion linksgekrümmt.                                  |                                      |                                      |
| Krümmungsverhalten einer Funktion                                | 2. Ableitung der Funktion: - negativ = Rechtskrümmung - positiv = Linkskrümmung | Wenn die zweite Ableitung positiv ist: fröhlicher Smiley. Wenn sie negativ ist: trauriger Smiley. Wie der Mund vom Smiley ist dann die Krümmung der Funktion.                   |                                      |                                      |
| Die Kreiszahl π (weitere Merksätze unter: Pi-Sport – Merkregeln) | {\displaystyle \pi \approx 3{,}14159265358979323846264} | Wie, o dies π Macht ernstlich so vielen viele Müh’, Lernt immerhin, Jünglinge, leichte Verselein, Wie so zum Beispiel dies dürfte zu merken sein! (Buchstabenanzahl der Wörter) |                                      |                                      |
| Die Kreiszahl π (weitere Merksätze unter: Pi-Sport – Merkregeln) | {\displaystyle \pi \approx 3{,}14159265358979323846264} | 3,14 15 (9…) Die ersten 4 Nachkommastellen merkt man sich nach dem Schema: „3 Komma vierzehn fünfzehn“ und rundet auf 3 Nachkommastellen: {\displaystyle \pi \approx 3{,}142}.  |                                      |                                      |
| Die Eulersche Zahl e                                             | {\displaystyle \mathrm {e} \approx 2{,}718281828459045} Vorläufer der TU Dresden ist die Technische Bildungsanstalt Sachsens, die kurz vor dem 2. Juli 1828 gegründet wurde. | Die Uni Dresden wurde am 2. Juli 1828 gegründet. Das bedeutende Jahr wird verdoppelt (2,7-1828-1828). Danach folgen die Innenwinkel eines Geodreiecks: 45-90-45                 |                                      |                                      |
| Kürzen von Brüchen                                               | In der Bruchrechnung darf man nicht aus Summen oder Differenzen kürzen. | Aus Differenzen und Summen kürzen nur die Dummen. |                                      |                                      |
| Kürzen von Brüchen                                               | In der Bruchrechnung darf man nicht aus Summen oder Differenzen kürzen. | Wer nicht kürzt zur rechten Zeit, muss rechnen bis in Ewigkeit! |                                      |                                      |
| Koordinatenachsen                                                | Abszisse (X-Achse) und Ordinate (Y-Achse) | Die Ordinate geht nach oben und die Abszisse in die andere Richtung |                                      |                                      |
| Koordinatenachsen                                                | Abszisse (X-Achse) und Ordinate (Y-Achse) | Auf die Abszisse kann man absitzen. |                                      |                                      |
| Reihenfolge der Indizes bei einer Matrix                         | Bei Matrizen {\displaystyle A=\left(a_{mn}\right)} ist m der Zeilenindex, n der Spaltenindex; z. B. ist {\displaystyle a_{35}} das Matrixelement der 3. Zeile und der 5. Spalte. | Zeilen zuerst, Spalten später |                                      |                                      |
| Reihenfolge der speziellen Zahlenmengen                          | Die Reihenfolge der speziellen Zahlenmengen ist {\displaystyle \mathbb {N} \subset \mathbb {Z} \subset \mathbb {Q} \subset \mathbb {R} \subset \mathbb {C} }. | Wer sich die Reihenfolge nicht merken kann, denke an das Meme FCK NZQRC, angelehnt an das bekannte Disemvoweling „FCK NZS“.                                                     |                                      |                                      |
|                                                                  | {\displaystyle \operatorname {sin} } | {\displaystyle \operatorname {cos} } | {\displaystyle \operatorname {tan} } | {\displaystyle \operatorname {cot} } |
| Zähler                                                           | G | A | G                                    | A                                    |
| Nenner                                                           | H | H | A                                    | G                                    |

### Meteorologie
| Thema           | Fakten | Merkspruch                                                                      |
| --------------- | --- | ------------------------------------------------------------------------------- |
| Cirruswolken    | Cirruswolken bedeuten meist Regen, nicht selten bleibt es aber dennoch trocken.                                                                                                   | Bei Frauen und Cirren kann man sich schon mal irren.                            |
| Hurrikan-Saison | Tropische Wirbelstürme entstehen in der Karibik meist zwischen Juli und September. Aufgrund der Erderwärmung hat sich die Hurrikan-Saison allerdings zwischenzeitlich verlängert. | June – too soon July – be shy August – must September – remember October – over |

### Physik und Materialwissenschaft
| Thema                                                                                               | Fakten | Merkspruch |
| --------------------------------------------------------------------------------------------------- | --- | --- |
| Maxwell-Beziehungen und charakteristische Funktionen nach Guggenheim-Schemata                       | thermodynamisches Quadrat | Suv („Suff“) hilft Fysikern pei großen Taten.                                                                                                |
| Maxwell-Beziehungen und charakteristische Funktionen nach Guggenheim-Schemata                       | thermodynamisches Quadrat | Unheimlich viele Forscher trinken gerne Pils hinterm Schreibtisch.                                                                           |
| Phasenverschiebung zwischen Stromstärke (I) und Spannung (U) an Kapazität (C) bzw. Induktivität (L) | {\displaystyle {\begin{aligned}I&=C\,\cdot \,\mathrm {d} U/\mathrm {d} t\\U&=L\,\cdot \,\mathrm {d} I/\mathrm {d} t\end{aligned}}} | Am Kondensator eilt der Strom vor, an Induktivitäten tut er sich verspäten.                                                                  |
| Phasenverschiebung zwischen Stromstärke (I) und Spannung (U) an Kapazität (C) bzw. Induktivität (L) | {\displaystyle {\begin{aligned}I&=C\,\cdot \,\mathrm {d} U/\mathrm {d} t\\U&=L\,\cdot \,\mathrm {d} I/\mathrm {d} t\end{aligned}}} | Induktivität: Er (Strom) läuft ihr (Spannung) hinterher.                                                                                     |
| Elektrische Leistung (P) aus Stromstärke (I) und Spannung (U)                                       | {\displaystyle P=U\cdot I} | Volt mal Ampere gibt in Watt, was der Strom geleistet hat.                                                                                   |
| Elektrische Leistung (P) aus Stromstärke (I) und Spannung (U)                                       | {\displaystyle P=U\cdot I} | PfUI |
| Avogadrozahl                                                                                        | {\displaystyle \mathrm {N} _{A}=6({,}022)\,\cdot \,10^{23}/{\text{Mol}}} | Die Mol-Molekülzahl, die fand sich zu 6 mal 10 hoch 23 („dreiundzwanzich“).                                                                  |
| Elektrische Ladung im Kondensator                                                                   | {\displaystyle Q=C\cdot U} | „Q = CU“, lies „Kuh gleich Kuh“ („Almgleichung“).                                                                                            |
| Ohmsches Gesetz                                                                                     | {\displaystyle {\frac {U}{R\,\cdot \,I}}} oder {\displaystyle {\frac {U}{I\,\cdot \,R}}} (vergleiche Abbildung) | Das „Merkdreieck“, bei dem die gesuchte Größe zugedeckt wird, so dass die Formel für deren Berechnung stehen bleibt (daher: „Fingerformel“). |
| Ohmsches Gesetz                                                                                     | je nach gesuchter Größe: - {\displaystyle U=R\cdot I} - {\displaystyle R={\frac {U}{I}}} - {\displaystyle I={\frac {U}{R}}} | URI (Schweizer Kanton oder Vorname) |
| Ohmsches Gesetz                                                                                     | je nach gesuchter Größe: - {\displaystyle U=R\cdot I} - {\displaystyle R={\frac {U}{I}}} - {\displaystyle I={\frac {U}{R}}} | Unterstufenschüler rennen immer. |
| Ohmsches Gesetz                                                                                     | je nach gesuchter Größe: - {\displaystyle U=R\cdot I} - {\displaystyle R={\frac {U}{I}}} - {\displaystyle I={\frac {U}{R}}} | RUdI (R gleich U durch I) |
| Ohmsches Gesetz                                                                                     | je nach gesuchter Größe: - {\displaystyle U=R\cdot I} - {\displaystyle R={\frac {U}{I}}} - {\displaystyle I={\frac {U}{R}}} | Wenn du kennen willst Ampère, teile einfach U durch R.                                                                                       |
| Unterscheiden der Schaltsymbole von pnp- und npn-Transistoren                                       | Bei pnp-Transistoren zeigt der Emitter-Pfeil zur Basis hin, beim npn-Transistor davon weg. | PNP – Pfeil nach Platte |
| Unterscheiden der Schaltsymbole von pnp- und npn-Transistoren                                       | Bei pnp-Transistoren zeigt der Emitter-Pfeil zur Basis hin, beim npn-Transistor davon weg. | Tut der Pfeil der Basis weh, handelt’s sich um pnp.                                                                                          |
| Elektroden der Elektronenröhre                                                                      | Die Elektronen fliegen von der Kathode zur Anode. | An der Anode kommen sie an |
| Farben der magnetischen Pole                                                                        | | Nordpol: rot, Südpol: grün |
| Bestimmung der Kupfer- und Eisenverluste                                                            | | Ku wie Kupferverluste, die im Kurzschlussversuch gemessen werden – demnach die Eisenverluste im Leerlaufversuch                              |
| Schaltzeichen der Batterie                                                                          | Symbol für Batterie als Energiequelle | Für das Plus braucht man an der Tafel mehr Kreide (zwei Striche), das gilt auch für den Pluspol beim Schaltzeichen.                          |
| Gewölbte Flächen                                                                                    | konkav – Fläche nach innen gewölbt konvex – Fläche nach außen gewölbt | Konkav wie das Tal, konvex wie der Berg. |
| Gewölbte Flächen                                                                                    | konkav – Fläche nach innen gewölbt konvex – Fläche nach außen gewölbt | Der Podex ist konvex. |
| Gewölbte Flächen                                                                                    | konkav – Fläche nach innen gewölbt konvex – Fläche nach außen gewölbt | Der Rex ist konvex, der Sklav’ ist konkav.                                                                                                   |
| Gewölbte Flächen                                                                                    | konkav – Fläche nach innen gewölbt konvex – Fläche nach außen gewölbt | War das Mädchen brav, ist der Bauch konkav. Ist der Bauch konvex, hatte das Mädchen Sex.                                                     |
| Unterscheidung von spezieller und allgemeiner Relativitätstheorie                                   | | Speziell: Geschwindigkeit in Bezugssystemen; Allgemein: Gravitation und Masse                                                                |
| Optik: Lichtbrechung                                                                                | Die Brechung der Lichtstrahlen erfolgt „zum Lot“, wenn ein Lichtstrahl in ein Medium mit größerem Brechungsindex eintritt. Ein Beispiel ist der Übergang von Luft in Wasser.                                                                                              | Von dünn zu dicht – zum Lot sich bricht. |
| Frequenzbereich des menschlichen Hörens                                                             | | 20 Hz…20 kHz (wegen „20 bis 20“ leicht zu merken)                                                                                            |
| Multiplikatoren bei der Stahlnormung                                                                | Bei niedriglegierten Stählen werden nach DIN 17006 die Anteile der Legierungselemente mit einem bestimmten Faktor multipliziert. | |
| Multiplikatoren bei der Stahlnormung                                                                | Faktor 4: Mn, Si, Ni, W, Cr und Co | Man Sieht Nie 4 Weiße CroCodile. |
| Multiplikatoren bei der Stahlnormung                                                                | Faktor 4: Mn, Si, Ni, W, Cr und Co | Kunstwort: CroCoMaNiSiWo |
| Multiplikatoren bei der Stahlnormung                                                                | Faktor 10: Al, Cu, Mo, Ta, Ti, V | Alle 10 Cubaner Mochten Tante Tinas Vogel.                                                                                                   |
| Multiplikatoren bei der Stahlnormung                                                                | Faktor 10: Al, Cu, Mo, Ta, Ti, V | Kunstwort: Alcumotativ |
| Multiplikatoren bei der Stahlnormung                                                                | Faktor 100: C, Ce, N, P, S | Mit 100 PS Nach Celle |
| Multiplikatoren bei der Stahlnormung                                                                | Faktor 100: C, Ce, N, P, S | Kunstwort: CCeNPS („zehn PS“) |
| Austenit- und Ferrit-Bildner                                                                        | Austenit-Bildner: Die Legierungselemente Nickel (Ni), Kobalt (Co), Mangan (Mn) und Stickstoff (N) begünstigen die Bildung eines austenitischen Gefüges bei Stählen. Die Austenit-Phase wird auch mit dem Buchstaben γ (Gamma) gekennzeichnet.                             | NiCo-ManN macht Gamma an. |
| Austenit- und Ferrit-Bildner                                                                        | Ferrit-Bildner: Chrom (Cr), Aluminium (Al), Titan (Ti), Tantal (Ti), Silizium (Si), Molybdän (Mo), Vanadium (V) und Wolfram (W) begünstigen die Bildung eines ferritischen Gefüges bei Stählen. (Die Ferrit-Phase wird auch mit dem Buchstaben δ [Delta] gekennzeichnet.) | CrAlTiTaSiMoVW gibt dem Gamma Zoff. (CrAlTiTaSiMoVW gesprochen wie ein russischer Name: „Craltitasimow“.)                                    |
| Reihenfolge der Legierungselemente bei Schnellarbeitsstählen                                        | Im Kurzzeichen von Schnellarbeitsstählen werden die Gehalte der Legierungselemente in der Reihenfolge „Wolfram – Molybdän – Vanadium – Cobalt“ angegeben. | Wer Moechte Viel Cola? |
| Reihenfolge der Legierungselemente bei Schnellarbeitsstählen                                        | Im Kurzzeichen von Schnellarbeitsstählen werden die Gehalte der Legierungselemente in der Reihenfolge „Wolfram – Molybdän – Vanadium – Cobalt“ angegeben. | Kunstwort: WoMoVaCo |
| Unterscheidung von Bronze und Messing                                                               | Zum Kupfer wird entweder Zinn oder Zink legiert. | Bronze = Kupfer + Zinn Messing = Kupfer + Zink                                                                                               |

Einige der Merksprüche für die Chemie behandeln den Grenzbereich zur Physik.

## Handwerk und Technik

### Elektronik
| Thema                                                             | Fakten | Merkspruch |
| ----------------------------------------------------------------- | --- | --- |
| Identifikation des Pluspols von gepolten elektronischen Bauteilen | In der Regel haben gepolte Bauteile zur Kennzeichnung des Pluspols eine Verdickung oder einen etwas längeren Anschluss (oder beides). So haben z. B. Leuchtdioden und manche Halbleiter ein etwas längeres Beinchen am Pluspol. | Die Kathode hat den kürzeren (Pin). |
| Identifikation des Pluspols von gepolten elektronischen Bauteilen | In der Regel haben gepolte Bauteile zur Kennzeichnung des Pluspols eine Verdickung oder einen etwas längeren Anschluss (oder beides). So haben z. B. Leuchtdioden und manche Halbleiter ein etwas längeres Beinchen am Pluspol. | Kathode – kurz – Kante (Abflachung) |
| Farbkodierung von elektronischen Bauteilen                        | Viele Bauteile verwenden eine Farbkodierung zur Angabe ihrer elektrischen Werte. Hierfür wurden den Ziffern 0–9 jeweils eine eigene Farbe zugewiesen. Auch wenn der Merksatz für manche Ziffern nicht logisch erscheint (z. B. bei der Ziffer „3“), merkt man es sich dennoch.                                                                       | 0 = schwarz – Bull’s Eye (die Mitte der Zielscheibe beim Darts ist eigentlich rot) 1 = braun – ein brauner Pfennig (heute eher: ein brauner Cent) 2 = rot – zwei rote Lippen (alternativ: 112 – im Gegensatz zu 110 – als Nummer der Feuerwehr) 3 = orange – drei Orangen (offensichtlich ohne jegliche Logik) 4 = gelb – die vier Räder des gelben Postautos 5 = grün – der grüne Fünf-Euro-Schein 6 = blau – die sechs Beine der blauen Stubenfliege 7 = violett – die sieben Blätter der violetten (=lila) Lilie (ebenfalls nicht wirklich korrekt) 8 = grau – die grauen Haare des 80-Jährigen 9 = weiß – die weißen Haare des 90-Jährigen |
| Farbkodierung von elektronischen Bauteilen                        | Viele Bauteile verwenden eine Farbkodierung zur Angabe ihrer elektrischen Werte. Hierfür wurden den Ziffern 0–9 jeweils eine eigene Farbe zugewiesen. Auch wenn der Merksatz für manche Ziffern nicht logisch erscheint (z. B. bei der Ziffer „3“), merkt man es sich dennoch.                                                                       | Die Fünf ist der Klee Die Sechs ist der See Die Sieben der Flieder Die Acht regnet nieder Die Neun ist der Schnee |
| Bauteile von Kondensatoren                                        | Da in der Frühzeit der Elektronik, in den 1960er und 1970er Jahren, praktisch nur WIMA-Kondensatoren in den Geräten zu finden waren, waren auch die meisten Ausfälle, wo der Kondensator die Ursache war, auf defekte WIMA-Kondensatoren zurückzuführen. Die Qualität der Konkurrenzprodukte war aber nur bei wenigen Marken höher als die von WIMA. | Man pflegte zu sagen, WIMA heiße „Wechsle Immer Mich Aus“. |
| Schaltzeichen eines PNP-Transistors                               | Das Schaltzeichen eines PNP-Transistors enthält einen Pfeil, der zur Basis führt, im Gegensatz zu dem eines NPN-Transistors, der von der Basis wegführt. | Tut der Pfeil der Basis weh, ist es sicher PNP. |

### Informatik
| Thema                          | Fakten | Merkspruch                                                                              |
| ------------------------------ | --- | --------------------------------------------------------------------------------------- |
| Schichten des OSI-Modells      | von oben nach unten bzw. von 7 nach 1: Application, Presentation, Session, Transport, Network, Data Link, Physical | Alle Priester saufen Tequila nach der Predigt.                                          |
| Schichten des OSI-Modells      | von oben nach unten bzw. von 7 nach 1: Application, Presentation, Session, Transport, Network, Data Link, Physical | All people seem to need data processing.                                                |
| Schichten des OSI-Modells      | von unten nach oben bzw. von 1 nach 7: Physical, Data Link, Network, Transport, Session, Presentation, Application | Please, do not throw salami pizza away!                                                 |
| Ziffern im Hexadezimalsystem   | Die Buchstaben A–F dienen als Ziffern mit den Werten 10–15                                                         | Man kann sich an diesen drei Ziffernwerten orientieren: C=Cwölf, D=Dreizehn, F=Fünfzehn |
| Vorzeichen-Tetrade im BCD-Code | Die hexadekadischen Pseudo-Ziffern A bis F werden als + oder − interpretiert                                       | CAFE ist immer positiv DB macht Defizit, daher negativ                                  |
| TCP/IP-Referenzmodell          | Application, Transport, Network, Data Link + Physical Layers                                                       | Alex Transportiert Netzwerk-Daten                                                       |
| DHCP-Anforderung               | Die Reihenfolge der Frage- bzw. Antwortnachrichten zwischen Server und Client bei der DHCP-Vergabe                 | DORA: Discover Offer Request Answer                                                     |

### Jagd
Weitere Merksprüche in Eselsbrücken für die Jägerausbildung.
| Thema                                                 | Fakten                                           | Merkspruch                                             |
| ----------------------------------------------------- | ------------------------------------------------ | ------------------------------------------------------ |
| Aufzählung der „gerechten“ Holzarten für Bruchzeichen | Tanne, Fichte, Kiefer, Eiche, Erle               | TaFiKiEiEr                                             |
| Aufzählung der „gerechten“ Holzarten für Bruchzeichen | Erle, Fichte, Eiche, Kiefer, Tanne               | EFEKT                                                  |
| Anvisieren eines Zieles                               | Zielen mit Kimme und Korn, siehe auch Zielfehler | Auge, Kimme, Korn und Schwein, müssen eine Linie sein. |

Einige der Merksprüche aus der Biologie sind auch für Jäger relevant:
- Paarungszeiten einheimischer Wildarten
- Setzzeiten einheimischer Wildarten
- Unterscheidung von Hasen und Kaninchen
- Anzahl der Backenzähne bei europäischen Raubtieren
- Einheimische Licht-, Halbschatten- und Schattenbaumarten

Ebenso sind einige der unter Militär/Waffen aufgeführten Merksprüche relevant:
- Position des Korns am Lauf
- Einflüsse auf die Schusspräzision
- Schießen im Gebirge

### Kraftfahrzeug
| Thema                                | Fakten | Merkspruch |
| ------------------------------------ | --- | --- |
| Dreieckige Verkehrszeichen           | | Ein dreieckiges Verkehrszeichen mit rotem Rahmen und weißen Innenraum, dessen Spitze nach unten gerichtet ist (also wie ein "V" geformt), bedeutet "Vorfahrt gewähren". Ist die Spitze nach oben gerichtet (also wie ein "A" geformt), wodurch das Verkehrszeichen immer ein Symbol beinhaltet, bedeutet dieses immer "Achtung, …!". |
| Sommerreifen                         | | Es wird empfohlen, Sommerreifen von Ostern bis Oktober an den Wagen zu montieren. |
| Gesamtmasse                          | Ein Verbotszeichen, das selber eine Massenangabe beinhaltet, bezieht sich auf die tatsächliche Gesamtmasse; ein Zusatzschild mit Massenangabe auf die zugelassene Gesamtmasse.       | Das größer dargestellte t ist doppeldeutig: Tonnen und tatsächlich. |
| Gesamtmasse                          | Ein Verbotszeichen, das selber eine Massenangabe beinhaltet, bezieht sich auf die tatsächliche Gesamtmasse; ein Zusatzschild mit Massenangabe auf die zugelassene Gesamtmasse.       | Das zusätzliche Schild bezieht sich auf die zulässige Masse; das eigentliche Schild auf die eigentliche (= tatsächliche/aktuelle) Masse. |
| Verkehrsregelung durch Polizeibeamte | Die Verkehrsteilnehmer, die auf den Polizisten zufahren, müssen halten (= rot). Die, die an ihm vorbeifahren, dürfen fahren (= grün). Hebt er die Hand, müssen alle halten (= gelb). | Zeigt der Schutzmann Brust und Rücken, musst du auf die Bremse drücken. Siehst du seine Hosennaht, hast du freie Fahrt. |
| Überbrücken einer Autobatterie       | Zuerst das rote Kabel an den Pluspol der leeren Batterie befestigen, dann am Pluspol der Spenderbatterie.                                                                            | Das Rote Kreuz (rotes Kabel, Pluspol) kommt zuerst zu den Verletzten (leere Batterie). |

### Luftfahrt
| Thema                              | Fakten | Merkspruch                                                                             |
| ---------------------------------- | --- | -------------------------------------------------------------------------------------- |
| Höhenmessereinstellung             | Fliegt man aus einem Hochdruckgebiet in ein Tiefdruckgebiet, so fliegt das Flugzeug bei gleichbleibender Höhenmesseranzeige tiefer als angezeigt.        | Vom Hoch ins Tief geht’s schief!                                                       |
| Höhenmessereinstellung             | Kalte Luft ist dichter, deshalb ist die barometrische Höhenstufe geringer, wodurch in kalter Luft das Flugzeug ebenfalls niedriger fliegt als angezeigt. | Von Warm nach Kalt wird man nicht alt.                                                 |
| Höhenmessereinstellung             | Die Kombination aus den beiden vorhergehenden. | Vom warmen Hoch zum kalten Tief, da geht es ganz besonders schief!                     |
| Notfall-Transpondercodes           | 7500 – Flugzeugentführung | seven-five – man with a knife                                                          |
| Notfall-Transpondercodes           | 7600 – Funkausfall | seven-six – hear nix / radio nix / need a radio fix                                    |
| Notfall-Transpondercodes           | 7700 – Luftnotfall | seven-seven – going to heaven / falling from heaven / pray to heaven / close to heaven |
| Vorflug-Ausweichregeln (bei Nacht) | In Flugrichtung: links – rot, rechts – grün | Die (politisch) Linken sind rot.                                                       |
| PAPI VASI                          | Fliegt man bei der Landung viel zu hoch, so leuchten alle vier Lampen des PAPI VASI’s weiß, fliegt man viel zu tief, leuchten alle vier rot.             | Viermal Weiß, fliegst du in den Mais. Viermal Rot, fliegst du in den Tod.              |

Die Luftfahrt entstammt der Seefahrt, daher sind Merksprüche für die Nautik zum Teil auch für die Luftfahrt relevant.

### Nautik
| Thema                                      | Fakten | Merkspruch |
| ------------------------------------------ | --- | --- |
| Unterscheidung von Luv und Lee             | Luv ist windzugewandt, Lee ist windabgewandt.                                                                                | Spuckst du nach Luv, kommt’s wieder ruff. Spuckst du nach Lee, geht’s in die See. |
| Unterscheidung von Luv und Lee             | Luv ist windzugewandt, Lee ist windabgewandt.                                                                                | Luv ist da, von wo die Luft herkommt. Lee ist die windleere Seite. |
| Unterscheidung von Luv und Lee             | Luv ist windzugewandt, Lee ist windabgewandt.                                                                                | Lee tut weh. (Gilt für Segelflieger, Paraglider etc.) |
| Backbord und Steuerbord                    | Backbord ist in Fahrtrichtung links mit einer roten Laterne gekennzeichnet, Steuerbord ist rechts und grün gekennzeichnet.   | England ist eine Seefahrernation. In englischen Autos ist das Steuer rechts. Also ist Steuerbord rechts. |
| Backbord und Steuerbord                    | Backbord ist in Fahrtrichtung links mit einer roten Laterne gekennzeichnet, Steuerbord ist rechts und grün gekennzeichnet.   | Steuer – rechts! |
| Backbord und Steuerbord                    | Backbord ist in Fahrtrichtung links mit einer roten Laterne gekennzeichnet, Steuerbord ist rechts und grün gekennzeichnet.   | Backbord ist dort wo das Herz „backt“ (sitzt; Herz = Blut = rot). |
| Nachtsichtzeichen Lotse                    | Lotsen führen bei Nacht ein weißes Rundumlicht über einem roten Rundumlicht.                                                 | Weiße Mütze, rote Nese – das ist der Lotse von Blankenese. |
| Nachtsichtzeichen Lotse                    | Lotsen führen bei Nacht ein weißes Rundumlicht über einem roten Rundumlicht.                                                 | Weiß über rot: Lotsenboot. |
| Nachtsichtzeichen manövrierbehindert       | Bei Nacht ein weißes Rundumlicht zwischen zwei roten Rundumlichtern, oftmals Arbeitsschiffe (Bagger, Tonnenleger etc.)       | Rot-weiß-rot: Malocherboot |
| Nachtsichtzeichen nicht-trawlender Fischer | Bei Nacht ein rotes Rundumlicht über einem weißen Rundumlicht führen Fischerboote, von denen man viel Abstand halten sollte. | Rot über weiß ist Fischer’s Fleiß. |
| Vorfahrts-Ausweichregeln (bei Nacht)       | Steuerbord (grün) vor Backbord (rot)                                                                                         | Ist Rot an Steuerbord zu sehn, so musst du aus dem Wege gehn, zeigt sich jedoch an Backbord Grün, kannst du getrost des Weges ziehn. In diesem Fall muss Grün sich klaren und muss dir aus dem Wege fahren. |
| Vorfahrts-Ausweichregeln (bei Nacht)       | Steuerbord (grün) vor Backbord (rot)                                                                                         | Grün an Grün und Rot an Rot – geht alles klar, ist keine Not. |
| Vorfahrts-Ausweichregeln (bei Nacht)       | Steuerbord (grün) vor Backbord (rot)                                                                                         | Grün-weiß-rot voraus in Sicht, leg Steuerbordruder, zeig rotes Licht! |
| Vorfahrts-Ausweichregeln (bei Nacht)       | Steuerbord (grün) vor Backbord (rot)                                                                                         | Und scherzhaft: „Kommt rot und grün zugleich in Sicht, Ruder mittschiffs, Augen dicht!“ |

### Telekommunikation
| Thema                                                                   | Fakten | Merkspruch |
| ----------------------------------------------------------------------- | --- | --- |
| Zählrichtung für Telekommunikationskabeladern (bzw. -fasern) und Bündel | Hält man das Kabel so in der Hand, dass das ankommende Kabel (und damit das Fernmeldeamt) hinter dem Rücken ist, man also in die Richtung blickt, in die das Kabel weitergeführt wird, dann ist die Zählrichtung der Adern, Fasern bzw. Bündel im Uhrzeigersinn. Schaut man frontal auf die Schnittstelle des Kabels, ist die Zählrichtung gegen den Uhrzeigersinn. | Kabellöter sei nicht dumm, Amt im Rücken rechts herum. (Oft nur: „Amt im Rücken, rechts herum!“) Achtung: Dieser Spruch gilt für die meisten Bereiche in Deutschland, aber es gibt Ausnahmen. Zum Beispiel im Odenwald wird genau anders gezählt: „Amt im Rücken, links herum“ |
| Zählrichtung für Telekommunikationskabeladern (bzw. -fasern) und Bündel | Hält man das Kabel so in der Hand, dass das ankommende Kabel (und damit das Fernmeldeamt) hinter dem Rücken ist, man also in die Richtung blickt, in die das Kabel weitergeführt wird, dann ist die Zählrichtung der Adern, Fasern bzw. Bündel im Uhrzeigersinn. Schaut man frontal auf die Schnittstelle des Kabels, ist die Zählrichtung gegen den Uhrzeigersinn. | Rechte-Hand: Greife mit der rechten Hand so um das Kabel, dass der abgespreizte Daumen am Kabel Richtung Kunden zeigt, dann zeigen die Finger um das Kabel die Zählrichtung.                                                                                                   |

### Weitere
| Thema                                              | Fakten | Merkspruch                                                                                                |
| -------------------------------------------------- | --- | --- |
| Buchdruck                                          | Ein Schusterjunge ist ein Umbruch nach der ersten Zeile eines Absatzes. Ein Hurenkind ist die allein stehende letzte Zeile eines Absatzes.             | Ein Hurenkind weiß nicht, wo es herkommt, ein Schusterjunge nicht, wo er hingehört.                       |
| Fotografie                                         | Bei heller Sonneneinstrahlung verwendet man die Blendenzahl 8.                                                                                         | Wenn die Sonne lacht – Blende 8. auch umgekehrt: Blende 8, wenn Sonne lacht.                              |
| Fotografie                                         | Über Mittag steht die Sonne zu senkrecht für gute Bilder.                                                                                              | Zwischen elf und drei haben Fotografen frei.                                                              |
| Holz spalten                                       | Holz lässt sich leichter spalten, wenn es so auf den Holzblock gestellt wird, dass es der Richtung des natürlichen Wuchses entspricht                  | Das Holz reißt, wie der Vogel scheißt.                                                                    |
| Tischlern/Schreinern                               | Bezeichnung für die Flachseiten von Schnittholz (Brett/Bohle) – rechts: Seite, die im ursprünglichen Baumstamm näher am Zentrum lag. links: Gegenseite | Die rechte Seite ist dem Kern zugeneigt, die linke Seite dem Splint.                                      |
| Tischlern/Schreinern                               | Bezeichnung für die Flachseiten von Schnittholz (Brett/Bohle) – rechts: Seite, die im ursprünglichen Baumstamm näher am Zentrum lag. links: Gegenseite | Wenn sich das Holz verzieht, dann wird die rechte Seite rund (= konvex), die linke Seite hohl (= konkav). |
| Drehrichtung von Schrauben, Flaschen, Wasserhähnen | Schrauben, Flaschen, Wasserhähne werden im Uhrzeigersinn zugedreht.                                                                                    | Rechts rum geht die Kaffeemühle.                                                                          |
| Drehrichtung von Schrauben, Flaschen, Wasserhähnen | Schrauben, Flaschen, Wasserhähne werden im Uhrzeigersinn zugedreht.                                                                                    | Seit das Deutsche Reich besteht, wird’s Gewinde rechtsgedreht.                                            |
| Drehrichtung von Schrauben, Flaschen, Wasserhähnen | Schrauben, Flaschen, Wasserhähne werden im Uhrzeigersinn zugedreht.                                                                                    | Österreichisch: Die Uhr draht’s zua, gengan Lauf geht’s wieder auf.                                       |

## Kultur und Sport

### Essen und Trinken
| Thema                                      | Fakten | Merkspruch |
| ------------------------------------------ | --- | --- |
| Tisch decken                               | Das Essbesteck auf die richtige Seite des Tellers legen. | Messer echts, Gabel inks (Für Linkshänder decken: gerade andersherum.)                                                                          |
| Tisch decken                               | Das Essbesteck auf die richtige Seite des Tellers legen. | Gabel und links: fünf Buchstaben, Messer und rechts: sechs Buchstaben Funktioniert auch im Englischen mit fork/left (4) und knife/right (5).    |
| Weißwein, Rotwein                          | Weißwein serviert man zu Fisch, Geflügel, Schwein, Kalb; Rotwein passt zu Rind, Hammel, Wild. | Heller Wein zu hellem Fleisch, dunkler Wein zu dunklem Fleisch.                                                                                 |
| Verzehr von Austern                        | Es wird behauptet, dass man Austern nur in den Monaten September bis April essen soll, hingegen nicht von Mai bis August. Diese Regel hat einen historischen Hintergrund (Mangel an geeigneten Kühleinrichtungen), heute aber keine allgemeine Gültigkeit mehr, siehe Austern. Gleiches gilt für den Verzehr von Karpfen, die nur in den Monaten September bis April gefischt werden. | „R“-Regel: Austern isst man nur in den Monaten mit einem „R“: September, Oktober, November, Dezember, Januar, Februar, März, April.             |
| Zubereitung einer Vinaigrette (Salatsauce) | Man mischt Öl und Essig. Dabei nimmt man mehr Öl als Essig. | viel Öl – wenig Essig (Öl hat zwei Punkte [über dem „Ö“], Essig hat einen Punkt [über dem „i“]. Man mischt daher mindestens im Verhältnis 2:1.) |
| Backen                                     | Klümpchen sind im Teig vorprogrammiert, wenn man warmes Wasser (oder Milch) nimmt. | Mehlteig wird, wie es gebührt, immer kalt nur angerührt.                                                                                        |

### Geschichte
| Thema                                                                                              | Fakten | Merkspruch |
| -------------------------------------------------------------------------------------------------- | --- | --- |
| Gründung Roms                                                                                      | 753 v. Chr. | Sieben, fünf, drei – Rom kroch/schlüpft aus dem Ei. Oder auf Latein: Septem quinque tres, nata Roma es.                   |
| Gründung der Römischen Republik                                                                    | 510 v. Chr. (Stimmt nicht ganz, es war wahrscheinlich 509 v. Chr.) | fünf, zehn – Die Könige müssen gehn.                                                                                      |
| Schlacht bei Issos (Alexander der Große gegen Dareios III.)                                        | 333 v. Chr. | Drei, drei, drei – bei Issos Keilerei.                                                                                    |
| Cäsars Geburt                                                                                      | 100 v. Chr. | Eins, null, null, Cäsar trank die Pull.                                                                                   |
| Cäsars Ermordung                                                                                   | 15. März 44 v. Chr. (Iden des März) mit Beteiligung seines Freundes Brutus | Iden Märzen vierzig vier – Brutus packten Neid und Gier.                                                                  |
| Völkerwanderung (Beginn)                                                                           | 375 n. Chr. | Drei, sieben, fünf – die Völker machen sich auf die Strümpf’.                                                             |
| Untergang des Römischen Reiches                                                                    | 476 n. Chr. | 4-7-6 – Rom war ex. |
| Kaiserkrönung Karls des Großen in Rom                                                              | 800 n. Chr. | Acht, null, null – Karl bestieg den Stuhl.                                                                                |
| Tod Karls des Großen in Aachen                                                                     | (28. Januar) 814 n. Chr. | Acht, eins, vier – starb Karl, das große Tier.                                                                            |
| Burgunderkriege                                                                                    | Die drei Niederlagen Karls des Kühnen gegen die Eidgenossen in den Schlachten von 1476/77. | (Karl verlor:) Bei Grandson das Gut, bei Murten den Mut, bei Nancy das Blut.                                              |
| Geburt Martin Luthers, das Jahr seines Thesenanschlags und die Fertigstellung der Bibelübersetzung | 1483 (17 Jahre vor 1500), 1517 und 1534 (17 Jahre nach 1517) | Siebzehn vor und siebzehn nach sind dem Luther seine Tag. Siebzehn Jahre später dann das Wort auf Deutsch man lesen kann. |
| Schicksale der 6 Ehefrauen von Heinrich VIII.                                                      | in Reihenfolge der Heirat: - Katharina von Aragón: divorced („geschieden“) - Anne Boleyn: beheaded („geköpft“) - Jane Seymour: died („gestorben“) - Anna von Kleve: divorced („geschieden“) - Catherine Howard: beheaded („geköpft“) - Catherine Parr: survived („überlebt“; allerdings nicht lange) | Divorced, beheaded, died, divorced, beheaded, survived.                                                                   |
| Dreikaiserjahr                                                                                     | 1888, (∗) Friedrich III. war der leise Kaiser. Er war bereits schwer krank und konnte nicht mehr sprechen, als er Kaiser wurde. Er starb nach 99 Tagen Regentschaft (99-Tage-Kaiser). | 8, 8, 8 – drei Kaiser an der Macht.                                                                                       |
| Dreikaiserjahr                                                                                     | 1888, (∗) Friedrich III. war der leise Kaiser. Er war bereits schwer krank und konnte nicht mehr sprechen, als er Kaiser wurde. Er starb nach 99 Tagen Regentschaft (99-Tage-Kaiser). | Wilhelm I. war der greise Kaiser, Friedrich III. der leise Kaiser (∗) und Wilhelm II. der Reisekaiser.                    |
| Todestag Josef Stalins                                                                             | 5. März 1953 | 5 3 5 3 – mit Stalin war’s vorbei.                                                                                        |
| Präsidentenamt der Deutschen Demokratischen Republik                                               | Wilhelm Pieck war der einzige Präsident der DDR. Das offizielle Amt hieß „Präsident der Republik“. | Einz’ger Präsident der Republik – Wilhelm Pieck.                                                                          |
| Reihenfolge der deutschen Bundespräsidenten nach dem Zweiten Weltkrieg                             | Heuss, Lübke, Heinemann, Scheel, Carstens, Weizsäcker, Herzog, Rau, Köhler, Wulff, Gauck, Steinmeier (von 1949 bis 2017) | Heute lässt Heinrich seinen Chef warten, Hermanns ruppiger Kollege wurde gefeuert sicherlich.                             |
| Bundeskanzler der Bundesrepublik Deutschland seit 1949                                             | Adenauer, Erhard, Kiesinger, Brandt, Schmidt, Kohl, Schröder, Merkel, Scholz, Merz | Alle ehemaligen Kanzler bringen samstags knusprige Semmeln mit süßer Marmelade.                                           |
| Bundeskanzler der Bundesrepublik Deutschland seit 1949                                             | nur bis zu Angela Merkel | Auch ein kesser Bube schlägt keine scheue Maus.                                                                           |

### Musik
Die folgenden deutschen Merksprüche verwenden die deutsche Bezeichnung für den Stammton „H“.
(Die Bezeichnung des Stammtons „H“ ist international nicht einheitlich. Sie wird in dieser Form in deutschsprachigen Ländern, Skandinavien sowie westslawischen Ländern verwendet. Hingegen wird in englischsprachigen Ländern und Holland die Bezeichnung „B“ verwendet, siehe anderssprachige Tonbezeichnungen.)
| Thema                                                       | Fakten                                                                                             | Merkspruch |
| ----------------------------------------------------------- | -------------------------------------------------------------------------------------------------- | --- |
| Reihenfolge der Geigensaiten (siehe Violine)                | G D A E (von tief nach hoch)                                                                       | Geh, Du alter Esel. |
| Reihenfolge der Saiten bei Bratsche (Viola) und Violoncello | C G D A (von tief nach hoch)                                                                       | Cellisten glauben dir alles! |
| Reihenfolge der Gitarrensaiten                              | E A D G H E (von tief nach hoch)                                                                   | Ein Anfänger der Gitarre habe Eifer. |
| Reihenfolge der Saiten einer Ukulele (C-Stimmung)           | G C E A (von tief nach hoch)                                                                       | Gute Clowns ernten Applaus. |
| Quintenzirkel – Kreuztonarten (Dur)                         | Kreuztonarten mit steigender Anzahl der Kreuze: G D A E H Fis (Cis) (A-Dur hat z. B. drei Kreuze.) | Geh, Du alter Esel, hol Fische! (Achtung: nicht Esel!, besser erkennbar in Variante:) Geh, du altes Ekel, hole Fische!                                |
| Quintenzirkel – B-Tonarten (Dur)                            | B-Tonarten mit steigender Anzahl der b: (C) F B Es As Des Ges (Ces)                                | Frische Brötchen essen Assessoren des Gesangs. |
| Quintenzirkel – Kreuz-Tonarten (Moll)                       | Kreuz-Tonarten: E H Fis Cis Gis Dis                                                                | Echos hallen Fis Cis Gis Dis. |
| Quintenzirkel – B-Tonarten (Moll)                           | B-Tonarten: D G C F B Es                                                                           | Der ganze Chor fehlt beim Essen. |
| Halbtonschritte                                             | Von E nach F und von H nach C                                                                      | Eine Flasche hohes C |
| Reihenfolge der Notenlinien im Violinschlüssel              | E G H D F (von unten nach oben)                                                                    | Es geht hurtig durch Fleiß (allein). |
| Reihenfolge der Zwischenräume im Violinschlüssel            | F A C E (von unten nach oben)                                                                      | (Der) Fritz aß Citronen-Eis (gern). |
| Reihenfolge der Notenlinien im Bassschlüssel                | G H D F A (von unten nach oben)                                                                    | Gustav hat den Frack an. |
| Reihenfolge der Zwischenräume im Bassschlüssel              | A C E G (von unten nach oben)                                                                      | Alle Clowns essen Gemüse. |
| Dissonanzregel im Jazz                                      | im Rahmen des mehrstimmigen Arrangements                                                           | Im Jazz ist eine jede Dissonanz, die sich auflöst und melodiös gut liegt, stets dann erlaubt, wenn keine Diskrepanz zu andren Melodiestimmen obsiegt. |

### Reitsport
| Thema                      | Fakten | Merkspruch |
| -------------------------- | --- | --- |
| Dressurviereck (20 × 40 m) | Die Reihenfolge der Buchstaben an der Bande eines Dressurvierecks ist M, B, F, A, K, E, H, dann kommt der Punkt C, an dem die Richter sitzen.                                                                                     | Mein Bester Freund Alfred Kann Einen Heben, Cheerio!                                                            |
| Dressurviereck (20 × 40 m) | Die Reihenfolge der Buchstaben an der Bande eines Dressurvierecks ist M, B, F, A, K, E, H, dann kommt der Punkt C, an dem die Richter sitzen.                                                                                     | Die beiden Diagonalen sind Fuchs und Has (FH) und Katz und Maus (KM).                                           |
| Dressurviereck (20 × 60 m) | Die Reihenfolge der Buchstaben an der Bande eines Dressurvierecks ist M, R, B, P, F, A, K, V, E, S, H, dann kommt der Punkt C, an dem die Richter sitzen. Von C ausgehend sind die Punkte auf der mittleren Gerade G, I, X, L, D. | Mein Ross Braucht Paraden Für Alle Korrekten Volten. Es Soll Hinter Cesar Gehen In Xanthippes Leichter Dressur. |
| Achenbach-Fahrsystem       | Seitenkorrektes Verschnallen der Leine, in Fahrtrichtung | Schnalle links – Strippe rechts!                                                                                |

### Religion
| Thema                                       | Fakten | Merkspruch |
| ------------------------------------------- | --- | --- |
| Fastensonntage                              | Invocavit, Reminiscere, Oculi, Laetare, Judica, Palmarum | In Rechter Ordnung Lerne Jesu Passion. |
| Fastensonntage                              | Invocavit, Reminiscere, Oculi, Laetare, Judica, Palmarum | In Richters Ofen Liegen Junge Palmen. |
| Paulusbriefe                                | Röm, 1 Kor, 2 Kor, Gal, Eph, Phil, Kol, 1 Thess, 2 Thess, 1 Tim, 2 Tim, Tit, Phlm, Hebr | Rokoko, Galephiko, Thethetimtim, Tiphilhe! |
| Paulusbriefe                                | Röm, 1 Kor, 2 Kor, Gal, Eph, Phil, Kol, 1 Thess, 2 Thess, 1 Tim, 2 Tim, Tit, Phlm, Hebr | Römische Korinthen galten enorm viel („Phil“) bei den kolossalen Thessalonichern. |
| Heilige Jungfrauen                          | Die Heiligen Barbara, Margareta und Katharina mit ihren Attributen | Barbara mit dem Turm, Margareta mit dem Wurm, Katharina mit dem Radl sind unsre drei heiligen Madl. |
| Evangelistensymbole                         | Engel (Matthäus), Löwe (Markus), Stier (Lukas), Adler (Johannes) | ELSA |
| Vierfacher Schriftsinn in der Lectio divina | lateinischer Spruch für die vier Aspekte: - wörtlich („littera“), - allegorisch, - moralisch, - anagogisch | Littera gesta docet, quid credas allegoria, moralis quid agas, quo tendas anagogia. Übersetzung: „Der Buchstabe lehrt die Ereignisse, was du zu glauben hast, die Allegorie, die Moral, was du zu tun hast, wohin du streben sollst, die Anagogie.“ |
| O-Antiphonen                                | O sapientia, O Adonai, O radix Jesse, O clavis David, O oriens, O rex gentium, O Emmanuel | lateinisch: Ero cras (Buchstaben rückwärts) – „Morgen werde ich [dasein].“ |
| Die sieben Todsünden                        | Stolz, Geiz, Neid, Unmäßigkeit, Unzucht, Zorn, Trägheit | Sto-Gei-Nei-Un-Un-Zo-Trä |
| Reihenfolge der biblischen Bücher           | Die Bücher nach der Lutherbibel lauten: Altes Testament: 1. Buch Mose, 2. Buch Mose, 3. Buch Mose, 4. Buch Mose, 5. Buch Mose, Josua, Richter, Ruth, 1. Buch Samuel, 2. Buch Samuel, 1. Buch Könige, 2. Buch Könige, 1. Buch Chronika, 2. Buch Chronika, Esra, Nehemia, Esther, Hiob, Psalmen, Sprüche, Prediger, Lieder, Jesaja, Jeremia, Klagelieder, Hesekiel, Daniel, Hosea, Joel, Amos, Obadja, Jona, Micha, Nahum, Habakuk, Zephanja, Haggai, Sacharja, Maleachi Neues Testament: Matthäus, Markus, Lukas, Johannes, Apostelgeschichte, Römer, 1. Buch Korinther, 2. Buch Korinther, Galater, Epheser, Philipper, Kolosser, 1. Buch Thessalonicher, 2. Buch Thessalonicher, 1. Buch Timotheus, 2. Buch Timotheus, Titus, Philemon, Hebräer, Jakobus, 1. Buch Petrus, 2. Buch Petrus, 1. Buch Johannes, 2. Buch Johannes, 3. Buch Johannes, Judas, Offenbarung | In des alten Bundes Schriften merke Dir an erster Stell: Mose, Josua und Richter, Ruth und zwei von Samuel. Zwei der Könige, Chronik, Esra, Nehemia, Esther mit Hiob, Psalter, dann die Sprüche, Prediger und Hohelied. Jesaja, Jeremia, Hesekiel, Daniel. Dann Hosea, Joel, Amos, Obadja und Jonas Fehl. Micha, welchem Nahum folget, Habakuk und Zephania nebst Haggai und Sacharja und zuletzt Malachia. In dem Neuen stehn Matthäus, Markus, Lukas und Johann, samt den Taten der Apostel unter allen vornean. Dann die Römer, zwei Korinther, Galater und Epheser, die Philipper und Kolosser, beide Thessalonicher. An Timotheus zwei, an Titus, an Philemon, Petrus zwei, drei Johannes, die Hebräer, Jakobs, Judas Brief dabei. Endlich schließt die Offenbarung das gesamte Bibelbuch. Mensch, gebrauche, was du liesest, dir zum Segen, nicht zum Fluch. |

### Schach
| Thema                         | Fakten | Merkspruch                                                              |
| ----------------------------- | --- | ----------------------------------------------------------------------- |
| Anordnung des Schachbretts    | Das weiße Feld ist immer rechts vom Spieler.                                                                                        | White – Right!                                                          |
| Aufstellung der Schachfiguren | Aufstellung der beiden Damen | Weiße Dame, weißes Feld – schwarze Dame, schwarzes Feld!                |
| Aufstellung der Schachfiguren | Aufstellung der beiden Damen | Regina regit colorem. (lateinisch, „Die Dame bestimmt die Farbe.“)      |
| Aufstellung der Schachfiguren | Aufstellung der beiden Damen | Die Dame steht auf Linie D.                                             |
| Ziehen der Dame               | Unüberlegte Damenausfälle erweisen sich oft als Tempoverlust, da die Dame leicht durch gegnerische Figuren angegriffen werden kann. | Geh’ mit der Dame nicht spazieren, sonst wirst du die Partie verlieren! |
| Ziehen von Bauern             | Bauern werden oft gezogen, um gegnerische Figuren zu vertreiben.                                                                    | Ein Bäuerlein, das vorgeprellt, hat oft dem Feind ein Bein gestellt.    |
| Ziehen des Springers          | Ein Springer besitzt am Rand des Brettes weniger Zugmöglichkeiten als im Zentrum.                                                   | Springer am Rand bringt Kummer und Schand’.                             |
| Spielbeginn                   | Der Spieler mit den weißen Figuren beginnt (er zieht zuerst).                                                                       | Weiß beginnt, Schwarz gewinnt.                                          |

### Weitere
| Thema                                                     | Fakten | Merkspruch |
| --------------------------------------------------------- | --- | --- |
| Unterscheidung der Kürzel per und prä in der Paläographie | Das Kürzel per ist ein p mit einem kleinen Querbalken unterhalb, das Kürzel prä ein p mit einem Querbalken oberhalb.           | per steht im Parterre, prä steht in der Höh’. |
| Tanz                                                      | Zur Frage, bei welchen Tänzen der Mann beim Tanzen mit welchem Bein beginnt.                                                   | Bei allen Tänzen, die mit einem -a aufhören (einschließlich des „Walza“), beginnt der Mann mit dem rechten Bein. Außer im Salsa, hier beginnt der Herr mit dem linken Bein. |
| Griechische Götterwelt                                    | Die neun Musen, Schutzgöttinnen der Künste: Klio, Melpomene, Terpsichore, Thalia, Euterpe, Erato, Urania, Polyhymnia, Kalliope | Kliometerthal, euer Urpokal! |

Siehe auch den lateinischen Merkspruch für die sieben freien Künste: Gram loquitur, …

## Medizin und Krankengymnastik
| Thema                                                                                    | Fakten | Merkspruch |
| ---------------------------------------------------------------------------------------- | --- | --- |
| Aphasien                                                                                 | Wernicke-Aphasie → Verständnisstörung Broca-Aphasie → Sprachproduktionsstörung | Vernicke – Verständnis Proca – Produktion |
| Handwurzelknochen                                                                        | proximal (von radial nach ulnar): Kahnbein, Mondbein, Dreiecksbein, Erbsenbein | Es fuhr ein Kahn im Mondenschein im Dreieck um das Erbsenbein.                                                                                        |
| Handwurzelknochen                                                                        | distal (von radial nach ulnar): Großes Vieleckbein, Kleines Vieleckbein, Kopfbein, Hakenbein | Vieleck groß und Vieleck klein, am Kopf, da muss ein Haken sein.                                                                                      |
| Handwurzelknochen                                                                        | alle gemeinsam: Os scaphoideum, os lunatum, os triquetrum, os pisiforme, os trapezium, os trapezoideum, os capitatum, os hamatum | Some lovers try positions that they can’t handle. |
| Fußwurzelknochen                                                                         | proximal (von cranial nach caudal): Sprungbein, Fersenbein distal (von medial nach lateral): Kahnbein, Keilbein 1–3, Würfelbein | Das Sprungbein und das Fersenbein, die wollten in den Kahn hinein; das geht nicht, sprach das Würfelbein, da passen nur drei Keile rein.              |
| Orthopädie: Aseptische Osteonekrose                                                      | Morbus Legg-Calvé-Perthes: Hüftkopfepiphyse | Legg, Calvé und Perthes machen die Hüftkopfepiphyse fertig.                                                                                           |
| Orthopädie: Aseptische Osteonekrose                                                      | Morbus Köhler I: Os naviculare pedis Morbus Köhler II: Metatarsalköpfchen 2–4 | Morbus Köhler, eins und zwei, brechen’s Naviculare und Metatarsalköpfchen entzwei.                                                                    |
| Orthopädie: Aseptische Osteonekrose                                                      | Morbus Osgood-Schlatter: Tibiaapophyse | Osgood-Schlatter ist ganz böse – zur Tibiaapophyse.                                                                                                   |
| Orthopädie: Aseptische Osteonekrose                                                      | Morbus Kienböck: Os lunatum (Mondbein) | Morbus Kienböck frisst den Mond weg. |
| Orthopädie: Aseptische Osteonekrose                                                      | Morbus Ahlbäck: medialer Femurkondylus | Morbus Ahlbäck beißt mit Hochgenuss in den medialen Femurkondylus.                                                                                    |
| Orthopädie: Aseptische Osteonekrose                                                      | Morbus Kienböck und Morbus Ahlbäck treten im Erwachsenenalter auf. | Kienböck und Ahlbäck sind kein Kinderschreck. |
| Abgänge der Arteria carotis externa A. = Arteria; Rr. = Rami                             | A. thyroidea superior, A. lingualis, A. facialis, Rr. sternocleidomastoidei, A. pharyngea ascendens, A. occipitalis, A. auricularis posterior, A. maxillaris, A. temporalis superficialis                                                    | Theo Lingen frühstückt stets phantastische Ochsenschwanzsuppe aus mageren Tieren.                                                                     |
| Äste des Nervus trigeminus N. = Nervus                                                   | Nervus ophthalmicus: N. frontalis, N. lacrimalis, N. nasociliaris | Fritz lacht nie. |
| Äste des Nervus trigeminus N. = Nervus                                                   | Nervus maxillaris: Nervi pterygopalatini, N. zygomaticus, N. infraorbitalis | Peter zieht immer. |
| Äste des Nervus trigeminus N. = Nervus                                                   | Nervus mandibularis: N. auriculotemporalis, N. lingualis, N. alveolaris inferior | August liebt Alveolen. |
| Reihenfolge der Hirnnerven N. = Nervus                                                   | N. olfactorius, N. opticus, N. oculomotorius, N. trochlearis, N. trigeminus, N. abducens, N. facialis, N. vestibulocochlearis, N. glossopharyngeus, N. vagus, N. accessorius, N. hypoglossus                                                 | Onkel Otto orgelt tag-täglich, aber freitags verspeist er gerne viele alte Hamburger.                                                                 |
| Innervation der Hirnnerven N. = Nervus; s = sensibel; m = motorisch; b = beides gemischt | N. olfactorius (s), N. opticus (s), N. oculomotorius (m), N. trochlearis (m), N. trigeminus (b), N. abducens (m), N. facialis (b), N. vestibulocochlearis (s), N. glossopharyngeus (b), N. vagus (b), N. accessorius (m), N. hypoglossus (m) | Some Say Money Matters, But My Brother Says Big Boobs Matter More.                                                                                    |
| Nerven und Gefäße im Oberschenkel                                                        | Lage von Femoralvenen, -arterien und -nerv in der Lacuna vasorum | IVAN (von innen: Vene, Arterie, Nerv) |
| Nervenläsionen im Unterarm                                                               | Fallhand bei Radius-, Schwurhand bei Medianus-, Krallenhand bei Ulnarisläsion | Valentin fiel vom Rad und schwur beim Medianus, die Ulna zu krallen.                                                                                  |
| Rotationsbewegung von Hand- und Fußgelenken                                              | Supination und Pronation | Supination ist, wie man die Suppe löffelt, Pronation ist, wie man ein Laib Brot anfasst.                                                              |
| Lordose                                                                                  | Mit einer Lordose ist (im Gegensatz zur Kyphose) die Krümmung der Wirbelsäule nach vorn gemeint. | Der Lord steht eher „vornehm“ herum, also mit nach vorn gewölbtem Bauch.                                                                              |
| Darmverschluss                                                                           | Fachbegriff Ileus (sprich: i-le-us) | Ileus heißt Darmverschluss, dann ist mit dem Stuhlgang Schluss.                                                                                       |
| Zellen der Magenfundusdrüsen                                                             | Belegzellen – HCl („sauer“), Intrinsischer Faktor („intrigiert“) Nebenzellen – {\displaystyle {\ce {HCO3}}}-reicher Schleim Hauptzellen – Pepsinogen („Pepsi“)                                                                               | Die Belegschaft ist sauer und intrigiert, weil die Nebenschaft schleimt und die Hauptschaft Pepsi trinkt.                                             |
| Inositoltrisphosphat                                                                     | Inositoltrisphosphat (IP3) entleert intrazelluläre Calciumspeicher {\displaystyle ({\text{IP}}_{3}\rightarrow Ca^{2\!+})} | IP drei setzt Calcium frei. |
| Milz                                                                                     | Ausmaße der Milz: 4 × 7 × 11 cm. | 4711 – Kölnisch Wasser |
| Hormone des Pankreas                                                                     | Insulin wird in den β-Zellen, Glukagon in den α-Zellen produziert. | In Berlin gaffen alle. |
| Verschiedene Schockformen                                                                | Hypovolämischer Schock, Anaphylaktischer Schock, Neurogener Schock, Septisch-Toxischer Schock, Kardiogener Schock | HANS K. |
| Schwangerschaftsdauer                                                                    | 268 Tage (post ovulationem) | Zwei machten Sex und gaben nicht Acht. |
| Scheitelbeineinstellung (Asynklitismus bei der Geburt)                                   | vordere Scheitelbeineinstellung gilt als prognostisch günstiger, hintere Scheitelbeineinstellung gilt als pathologisch | vordere Einstellung vörderlich, hintere Einstellung hinderlich.                                                                                       |
| Stellung des kindlichen Rückens innerhalb des Uterus:                                    | nach links: 1. Stellung, nach rechts: 2. Stellung | Rücken rechts = 2x „r“ = 2. Stellung |
| Seröse Drüsen                                                                            | drei rein seröse Drüsen: Glandula parotidea, Pancreas, Glandula lacrimalis | Papageientränen sind serös |
| Seröse Drüsen                                                                            | drei rein seröse Drüsen: Glandula parotidea, Pancreas, Glandula lacrimalis | Papa weint. |
| Vitamin-K-abhängige Gerinnungsfaktoren                                                   | Faktor II, Faktor VII, Faktor IX und Faktor X brauchen Vitamin K als Kofaktor ihrer Synthese. | 1972 (sprich: neun-zehn-zweiundsiebzig) |
| Primärer Hyperaldosteronismus                                                            | Vermehrter Aldosteronanfall beim Conn-Syndrom | Wer ko’, der conn hyperald werd’n. |
| Anzahl der Wirbelkörper im Skelett                                                       | 7 C + 12 Th + 5 L | Wann gibt es im Krankenhaus etwas zu essen? Um 7 Uhr, um 12 Uhr und um 5 Uhr.                                                                         |
| Sarkoidose, Morbus Boeck, Löfgren-Syndrom                                                | Die Symptome der akuten Sarkoidose: Hiluslymphknotenvergrößerung, Arthralgie, Fieber, Erythema nodosum | „Die Wikinger hatten viel am H A F E n zu tun.“ (Boeck war Norweger und Löfgren Schwede.)                                                             |
| Unterschied Thrombus und Embolus                                                         | | Der Thrombus wird zum Embolus, wenn er auf die Reise muss.                                                                                            |
| Auskultationsorte des Herzen                                                             | Aortenklappe: 2. ICR rechts Pulmonalklappe: 2. ICR links Trikuspidalklappe: 4. ICR rechts Mitralklappe/Bikuspidalklappe: 5. ICR links Erb-Punkt: 3. ICR links                                                                                | Anton Pulmann trinkt 3 Liter Bier um 22:45 Uhr. |
| Peritonealverhältnisse                                                                   | primär retroperitoneal liegende Organe: Nebenniere, Niere, Ureter, Ductus thoracicus, Grenzstrang, V. cava inferior, Aorta abdominalis | Nehmt niemals unseren Toren grünen Kaffee ab. |
| Peritonealverhältnisse                                                                   | sekundär retroperitoneal liegende Organe: Duodenum, Pankreas, Colon ascendens (=aufsteigend), Colon descendens (=absteigend), Teil vom Rektum                                                                                                | Du Punker komm auf und ab ins Rektum. |
| Plexus lumbalis                                                                          | Iliohypogastricus, Ilioinguinalis, Genitofemoralis, Cutaneus femoris lateralis, Femoralis, Obturatorius | In Island gibt’s kein frisches Obst. |
| Reihenfolge der Immunglobulinausschüttung                                                | IgM → IgD → IgG → IgA → IgE | Mit Dildo geht alles einfacher. |
| Treppen steigen                                                                          | aufwärts: gesundes Bein zuerst abwärts: krankes Bein zuerst | Mit der Gesundheit geht es bergauf, mit der Krankheit bergab.                                                                                         |
| Treppen steigen                                                                          | aufwärts: gesundes Bein zuerst abwärts: krankes Bein zuerst | Die Treppe hoch geht man in den Himmel, also mit dem guten Bein zuerst. Die Treppe runter geht man in die Hölle, also mit dem schlechten Bein zuerst. |

## Feuerwehr
| Thema                                                | Fakten | Merkspruch                                         |
| ---------------------------------------------------- | --- | -------------------------------------------------- |
| Unterscheidung der Begriffe Retten und Bergen        | Geborgen werden nur Sachen oder Tote. Menschen/Tiere, die (noch) leben, werden generell gerettet. | Bergen ist das Retten von Toten oder Gegenständen. |
| Merksatz für die Sitzordnung im Löschgruppenfahrzeug | Nach FwDV 3 sitzen auf der vorderen Rücksitzbank (von links nach rechts) der Angriffstruppführer, der Melder und der Angriffstruppmann, auf der hinteren Rücksitzbank der Wassertruppführer, der Schlauchtruppführer, der Schlauchtruppmann und der Wassertruppmann (ebenfalls von links nach rechts). | Alle meiden Atemgifte. Wasser sucht seinen Weg.    |

## Militär/Waffen
| Thema                                                                                                | Fakten | Merkspruch                                                                       |
| --- | --- | -------------------------------------------------------------------------------- |
| Korrekte Durchführung des Ablösegespräches eines militärischen Vorpostens im Feld bei der Bundeswehr | Lage, Auftrag, Nachbarn, Grenzen, Eröffnungslinie (des Feuers), Meldeweg, Alarmierung, Ablösung, Rückwärtiger Raum, Kennwort, Sperren | Langemaarks (Anspielung auf den Mythos von Langemarck)                           |
| Tarnlicht                                                                                            | Stufe 0 = völlig ohne Licht (keine Bremsleuchten) Stufe 1 = nur mit Leitkreuz (Tarnbremsleuchten in Betrieb) Stufe 2 = nur vordere Tarnscheinwerfer (keine Bremsleuchten) Stufe 3 = Tarnscheinwerfer, Leitkreuz, Tarnschlussleuchten, Tarnbremsleuchten in Betrieb | Stufe 1: Ran an den Feind; Stufe 2: Weg vom Feind; Stufe 3: Siegesparade.        |
| Fallschirmjäger                                                                                      | Beim Absetzen von Springern mit Rundkappe muss der Springer darauf achten, keinen Rückenwind zu haben. | Schaust du dem Windsack ins Maul, ist was faul.                                  |
| Zusammensetzen des MG3                                                                               | Beim Zusammensetzen der Waffe muss erst der Spannschieber und dann der Verschluss eingeführt werden. | Erst der Spannschieber, dann der Verschluss, sonst ist mit dem Schießen Schluss. |
| Zielansprache bei der Feuerleitung                                                                   | Einheit, Richtung, Entfernung, Ziel, Ausführung | EREZA                                                                            |
| Verbreitete Nervenkampfstoffe                                                                        | Die erwähnten Stoffe Tabun, Sarin und VX sind verbreitete Nervenkampfstoffe. | Tabun, Sarin und VX sind für deine Nerven nix.                                   |
| Mauser System 98                                                                                     | Das System ist ungesichert, wenn der Sicherungsflügel nach links zeigt. | Links ist laut.                                                                  |
| Offene Visierung                                                                                     | Position des Korns am Lauf | Das Korn ist vorn. (am gefährlichen Ende, der Laufmündung)                       |
| Einflüsse auf die Schusspräzision                                                                    | Luftwiderstand, Erdanziehung, Witterung, Anfangsgeschwindigkeit, Rohrerhöhung (Abschusswinkel), Drall | LEWARD (Anklang an leeward wie in Leeward Islands)                               |
| Schießen im Gebirge                                                                                  | Vor allem in steilem Gelände muss man tiefer zielen. Siehe auch Zielfehler. | Berg auf und Berg runter – halt immer drunter!                                   |

## Rechtswissenschaften (Jura)
| Thema                                                                                          | Fakten | Merkspruch |
| ---------------------------------------------------------------------------------------------- | --- | --- |
| Geschäftsfähigkeit eines Boten                                                                 | Ein Bote übermittelt eine fremde Willenserklärung. Für deren Wirksamkeit ist die Geschäftsfähigkeit des Erklärungsboten irrelevant. | Ist das Kindlein noch so klein, kann es trotzdem Bote sein. |
| Rechtsverhältnisse, in denen die diligentia quam in suis (§ 277 BGB) gilt                      | (a) der Eltern gegenüber ihren Kindern (§ 1664 I BGB), (b) der Ehegatten untereinander (§ 1359 BGB), (c) der Gesellschafter untereinander (§ 708 BGB), (d) der Vorerben gegenüber Nacherben (§ 2131 BGB), (e) der Unentgeltlichen Verwahrer gegenüber den Überlassern der verwahrten Sache (§ 690 BGB), (f) des Schuldners gegenüber dem Gläubiger bei Annahmeverzug (§ 300 I BGB).                                 | Der Vater (a) begattet (b) die Gesellschafterin (c), die den Vorerben (d) unentgeltlich verwahrt (e) und verzieht (f). |
| Unterscheidung der Begriffe Gläubiger und Schuldner                                            | Der Schuldner schuldet dem Gläubiger ein Darlehen. | Der Gläubiger glaubt, dass er sein Geld kriegt. |
| Reihenfolge der Schuldentilgung nach § 366 II BGB bei fehlender Bestimmung durch den Schuldner | (a) zuerst fällige Schulden und von mehreren fälligen Schulden zunächst (b) diejenige Schuld, die dem Gläubiger geringere Sicherheit bietet, und von mehreren (un-)sicheren Schulden zunächst (c) diejenige Schuld, die dem Schuldner lästiger ist, und von mehreren gleich lästigen Schulden zunächst (d) diejenige Schuld, die älter ist, und bei mehreren gleich alten Schulden (e) jede Schuld verhältnismäßig. | Völlig sicher aber lästig ist ein älteres Verhältnis. |
| Zedent und Zessionar bei Abtretung                                                             | Bei der Abtretung einer Forderung nach §§ 398 ff. BGB wird der Altgläubiger (= der Abtretende = derjenige, der die Forderung „verliert“) als Zedent bezeichnet. Der Neugläubiger (= derjenige, an den abgetreten wird = derjenige, der die Forderung „bekommt“) heißt Zessionar. | Der Zedent flennt, denn er verliert die Forderung; der Zessionar schreit „Hurra“, denn er bekommt die Forderung. |
| Viehkauf (§ 487 BGB in der Fassung vor dem 1. Januar 2002)                                     | Für den Verkauf von Pferden, Eseln, Rindern, Schafen, Schweinen usw. galten bei Sachmängeln besondere Gewährleistungsregelungen. | Möchtest handeln Du mit Rindern, kannst Du wandeln und nicht mindern. |
| Grundsätze des Sachenrechts                                                                    | Das deutsche Sachenrecht kennt fünf Grundsätze: Publizitätsprinzip, Absolutheitsprinzip, Spezialitätsprinzip, Typenzwang, Abstraktionsprinzip | Pasta |
| Verfügungen (Sachenrecht)                                                                      | Verfügung ist jedes Rechtsgeschäft, durch das unmittelbar auf ein bestimmtes Recht eingewirkt wird oder eingewirkt werden soll. | Hochzeitsnacht-Theorie: Nach der Hochzeitsfeier hebt der Bräutigam die Braut auf, trägt sie über die Schwelle, worauf diese im Bett von ihm belastet und inhaltlich verändert wird. (Aufhebung – Übertragung – Belastung – Inhaltsänderung) |
| Die sieben dinglichen Rechte                                                                   | Es gibt sieben dingliche Rechte, die (mit Ausnahme des Erbbaurechts) in der Reihenfolge des Merkspruches im BGB geregelt sind: Eigentum, Erbbaurecht, Dienstbarkeiten, Vorkaufsrecht, Reallasten, Hypotheken und Pfandrechte. | Ei…er, die vor Reallasten hü…pf…en |
| Definition für das Abhandenkommen (§ 935 BGB)                                                  | Abhandenkommen ist der unfreiwillige Verlust des unmittelbaren Besitzes | U² |
| Kranzgeld                                                                                      | Bis zur Streichung des § 1300 BGB im Jahre 1998 konnte eine Frau von ihrem ehemaligen Verlobten finanzielle Entschädigung fordern, wenn sie sich auf Grund des Eheversprechens von ihm hatte entjungfern lassen und er anschließend das Verlöbnis löste. | Der Heil’ge Geist ist sehr verwundert, Maria klagt aus Dreizehnhundert. |
| Nichtanfechtbarkeit der Mutterschaft                                                           | Während die Vaterschaft nach § 1600 BGB angefochten werden kann, gilt das für die Mutterschaft nach § 1591 BGB nicht. | Die Mutterschaft ist fix, da geht nix. |
| Wissenszurechnung eines Gesellschaftsorgans zur Gesellschaft                                   | Wissen, das einem Organ einer Gesellschaft bekannt bzw. aktenkundig ist, wird der Gesellschaft nach § 166 BGB analog zugerechnet. Entsprechend kann sich ein Geschäftsführer nicht darauf berufen, dass er von dem Geschäft eines einzelnen Abteilungsleiters nichts gewusst habe. | Ein faules Ei verdirbt den Brei. |
| Arten rechtshemmender Einreden                                                                 | Bei den rechtshemmenden Einreden im Rahmen des Prüfungspunktes „Anspruch untergegangen“ wird zwischen dilatorischer (= vorübergehender) und peremptorischer (= dauerhafter) Einrede unterschieden. | Dilatorisch = vorübergehend peremptorisch = Dauerhaft MERKE: In jeder Gleichung kommt nur einmal das „D“ am Wortanfang vor. |
| Beweismittel im Zivilprozess (§§ 371 ff. ZPO)                                                  | Nach der Zivilprozessordnung (ZPO) sind nur bestimmte Beweismittel zugelassen: Zeugen, Parteivernehmung, Sachverständige, (richterlicher) Augenschein und Urkunden. | ZP SAU |
| Grundsatz von Wahlen                                                                           | allgemein, unmittelbar, frei, gleich, geheim | aufGG |
| Beseitigung von Verwaltungsakten                                                               | Rechtswidrige Verwaltungsakte werden nach § 48 VwVfG zurückgenommen und rechtmäßige Verwaltungsakte werden nach § 49 VwVfG widerrufen. | rechtswidrig = Rücknahme rechtmäßig = Widerruf MERKE: in jeder Gleichung kommt nur einmal das „W“ vor. |
| Kein grundrechtlicher Schutz von Hoheitsträgern durch Art. 14 GG                               | Wenngleich Hoheitsträger zwar Privateigentum erwerben können, ist hoheitliches Privateigentum nicht grundrechtlich durch Art. 14 GG geschützt. | Art. 14 GG schützt das Eigentum Privater, nicht das Privateigentum. |
| Fallgruppen der strafrechtlichen Garantenstellung                                              | Die Garantenpflicht im Sinne des § 13 StGB entsteht bei folgenden Fallgruppen: - Gesetz - Rechtsgeschäft - Ingerenz - Gefahrengemeinschaft - enge Lebensbeziehung | GRInGeL |
| Einreden und Einwendungen                                                                      | Anders als bei Einwendungen, die direkt vom Gericht beachtet werden, müssen Einreden speziell von der Partei vorgetragen werden. | Über Einreden muss man reden, über Einwendungen nicht. |
| Hausfriedensbruch                                                                              | Anspielung, dass in vielen Prüfungen einer Strafbarkeit ein Hausfriedensbruch gemäß § 123 StGB hinzukommt. | 123 ist immer mit dabei. |
| Unmöglichkeit einer Geldschuld                                                                 | Bei einem Geldanspruch kann sich der Schuldner grundsätzlich nicht auf § 275 BGB berufen. | Geld hat man zu haben. |
| Akzessorietät im Zivilrecht                                                                    | Wenn eine Forderung, der eine Bürgschaft, Vormerkung, Hypothek oder Pfand zugrunde liegt, übertragen wird, geht auch das damit verbundene Sicherungsrecht auf den Erwerber der Forderung über. | Mit der Forderung Hand in Hand gehen über Bürgschaft, Vormerkung, Hypothek und Pfand. |

## Wirtschaft
| Thema            | Fakten | Merkspruch                                                        |
| ---------------- | --- | ----------------------------------------------------------------- |
| Brutto und Netto | Brutto-Wert: bezeichnet in der Regel eine zusammengesetzte Größe, die, um bestimmte Teile vermindert, die verbleibende Größe (Netto) ergibt. Netto-Wert: ohne bestimmten, oft unerwünschten Anteil des Gesamten. Beispiel: Vom Brutto-Gehalt bleibt nach Steuerabzügen das Netto-Gehalt übrig. | Brutto ist brutal viel, Netto ist net mehr so viel. (net = nicht) |
| Rechnungswesen   | Vertragliche Ansprüche von uns an andere heißen „unsere Forderungen“. Vertragliche Ansprüche anderer an uns heißen „unsere Verbindlichkeiten“. | Forderungen an Kunden, Verbindlichkeiten an Lieferer              |

## Urlaub und Freizeit
| Thema | Fakten | Merkspruch                         |
| --- | --- | ---------------------------------- |
| Vermeidung von Durchfall und anderen Magen-Darm-Beschwerden vor in Ländern mit schlechterer Hygiene, vor allem bei der Essenszubereitung. | In Ländern mit geringerer Lebensmittelhygiene oder in wärmeren Klimazonen können sich schädliche Mikroorganismen schneller in rohen Speisen und Getränken wie frischen Obst, Gemüse oder rohen Eiern, Fisch, Fleisch, Milch oder Trinkwasser, auch Eiswürfel vermehren. | Koch es, schäl es oder vergiss es. |

## Sonstige
| Thema                                                                                    | Fakten | Merkspruch |
| ---------------------------------------------------------------------------------------- | --- | --- |
| Sicherheit vor Blitzschlag im Wald                                                       | Angeblich sollen im Wald unterschiedliche Baumarten mit unterschiedlicher Wahrscheinlichkeit getroffen werden. Hinweis: Der Merkspruch ist irreführend! Die Nähe von einzelnen hochaufragenden Gegenständen sollte gemieden werden. | Buchen sollst Du suchen, Eichen musst Du weichen, zu den Fichten flieh mitnichten, Weiden sollst Du meiden und Linden dafür finden.                                |
| Zeitumstellung                                                                           | Am letzten Märzsonntag werden die Uhren von 2 auf 3 Uhr gestellt, am letzten Oktobersonntag umgekehrt. | (amer. engl.:) Spring forward, fall back. |
| Zeitumstellung                                                                           | Am letzten Märzsonntag werden die Uhren von 2 auf 3 Uhr gestellt, am letzten Oktobersonntag umgekehrt. | Im Frühling Gartenmöbel vor die Tür stellen; im Herbst zurückstellen                                                                                               |
| Zeitumstellung                                                                           | Am letzten Märzsonntag werden die Uhren von 2 auf 3 Uhr gestellt, am letzten Oktobersonntag umgekehrt. | Im Frühling steigen die Temperaturen: Uhrzeit vorstellen (von 2 auf 3 erhöhen). Im Herbst sinken die Temperaturen: Uhrzeit zurückstellen (von 3 auf 2 verringern). |
| Anforderungen an die Datenintegrität in der Guten Herstellungspraxis der Pharmaindustrie | Attributable (zuordenbar) Legible (permanent lesbar) Contemporaneous (zeitnahe Erfassung) Original (in originaler Form) Accurate (richtig)                                                                                          | ALCOA-Prinzip |